# فهرست سیارک‌ها (۱۱۸۰۰۱–۱۱۹۰۰۱)
فهرست سیارک‌ها (۱۱۸۰۰۱ - ۱۱۹۰۰۱) فهرست سیارک‌ها از ۱۱۸۰۰۱ تا ۱۱۹۰۰۱ است.
| نام    | نام انگلیسی | تاریخ کشف       |
| ------ | ----------- | --------------- |
| ۱۱۸۰۰۱ | 1147 T-2    | ۲۹ سپتامبر ۱۹۷۳ |
| ۱۱۸۰۰۲ | 1172 T-2    | ۲۹ سپتامبر ۱۹۷۳ |
| ۱۱۸۰۰۳ | 1190 T-2    | ۲۹ سپتامبر ۱۹۷۳ |
| ۱۱۸۰۰۴ | 1192 T-2    | ۲۹ سپتامبر ۱۹۷۳ |
| ۱۱۸۰۰۵ | 1214 T-2    | ۳۰ سپتامبر ۱۹۷۳ |
| ۱۱۸۰۰۶ | 1252 T-2    | ۲۹ سپتامبر ۱۹۷۳ |
| ۱۱۸۰۰۷ | 1256 T-2    | ۲۹ سپتامبر ۱۹۷۳ |
| ۱۱۸۰۰۸ | 1257 T-2    | ۲۹ سپتامبر ۱۹۷۳ |
| ۱۱۸۰۰۹ | 1271 T-2    | ۲۹ سپتامبر ۱۹۷۳ |
| ۱۱۸۰۱۰ | 1272 T-2    | ۲۹ سپتامبر ۱۹۷۳ |
| ۱۱۸۰۱۱ | 1289 T-2    | ۲۹ سپتامبر ۱۹۷۳ |
| ۱۱۸۰۱۲ | 1313 T-2    | ۲۹ سپتامبر ۱۹۷۳ |
| ۱۱۸۰۱۳ | 1338 T-2    | ۲۹ سپتامبر ۱۹۷۳ |
| ۱۱۸۰۱۴ | 1342 T-2    | ۲۹ سپتامبر ۱۹۷۳ |
| ۱۱۸۰۱۵ | 1430 T-2    | ۳۰ سپتامبر ۱۹۷۳ |
| ۱۱۸۰۱۶ | 1437 T-2    | ۳۰ سپتامبر ۱۹۷۳ |
| ۱۱۸۰۱۷ | 1448 T-2    | ۳۰ سپتامبر ۱۹۷۳ |
| ۱۱۸۰۱۸ | 1496 T-2    | ۲۹ سپتامبر ۱۹۷۳ |
| ۱۱۸۰۱۹ | 1504 T-2    | ۳۰ سپتامبر ۱۹۷۳ |
| ۱۱۸۰۲۰ | 1602 T-2    | ۲۴ سپتامبر ۱۹۷۳ |
| ۱۱۸۰۲۱ | 2035 T-2    | ۲۹ سپتامبر ۱۹۷۳ |
| ۱۱۸۰۲۲ | 2055 T-2    | ۲۹ سپتامبر ۱۹۷۳ |
| ۱۱۸۰۲۳ | 2103 T-2    | ۲۹ سپتامبر ۱۹۷۳ |
| ۱۱۸۰۲۴ | 2110 T-2    | ۲۹ سپتامبر ۱۹۷۳ |
| ۱۱۸۰۲۵ | 2121 T-2    | ۲۹ سپتامبر ۱۹۷۳ |
| ۱۱۸۰۲۶ | 2151 T-2    | ۲۹ سپتامبر ۱۹۷۳ |
| ۱۱۸۰۲۷ | 2161 T-2    | ۲۹ سپتامبر ۱۹۷۳ |
| ۱۱۸۰۲۸ | 2283 T-2    | ۲۹ سپتامبر ۱۹۷۳ |
| ۱۱۸۰۲۹ | 2295 T-2    | ۲۹ سپتامبر ۱۹۷۳ |
| ۱۱۸۰۳۰ | 2325 T-2    | ۲۹ سپتامبر ۱۹۷۳ |
| ۱۱۸۰۳۱ | 2330 T-2    | ۳۰ سپتامبر ۱۹۷۳ |
| ۱۱۸۰۳۲ | 2410 T-2    | ۲۵ سپتامبر ۱۹۷۳ |
| ۱۱۸۰۳۳ | 2904 T-2    | ۳۰ سپتامبر ۱۹۷۳ |
| ۱۱۸۰۳۴ | 3015 T-2    | ۳۰ سپتامبر ۱۹۷۳ |
| ۱۱۸۰۳۵ | 3031 T-2    | ۳۰ سپتامبر ۱۹۷۳ |
| ۱۱۸۰۳۶ | 3038 T-2    | ۳۰ سپتامبر ۱۹۷۳ |
| ۱۱۸۰۳۷ | 3041 T-2    | ۳۰ سپتامبر ۱۹۷۳ |
| ۱۱۸۰۳۸ | 3051 T-2    | ۳۰ سپتامبر ۱۹۷۳ |
| ۱۱۸۰۳۹ | 3075 T-2    | ۳۰ سپتامبر ۱۹۷۳ |
| ۱۱۸۰۴۰ | 3104 T-2    | ۳۰ سپتامبر ۱۹۷۳ |
| ۱۱۸۰۴۱ | 3179 T-2    | ۳۰ سپتامبر ۱۹۷۳ |
| ۱۱۸۰۴۲ | 3204 T-2    | ۳۰ سپتامبر ۱۹۷۳ |
| ۱۱۸۰۴۳ | 3220 T-2    | ۳۰ سپتامبر ۱۹۷۳ |
| ۱۱۸۰۴۴ | 3224 T-2    | ۳۰ سپتامبر ۱۹۷۳ |
| ۱۱۸۰۴۵ | 3258 T-2    | ۳۰ سپتامبر ۱۹۷۳ |
| ۱۱۸۰۴۶ | 3259 T-2    | ۳۰ سپتامبر ۱۹۷۳ |
| ۱۱۸۰۴۷ | 3306 T-2    | ۳۰ سپتامبر ۱۹۷۳ |
| ۱۱۸۰۴۸ | 3311 T-2    | ۳۰ سپتامبر ۱۹۷۳ |
| ۱۱۸۰۴۹ | 4066 T-2    | ۲۹ سپتامبر ۱۹۷۳ |
| ۱۱۸۰۵۰ | 4073 T-2    | ۲۹ سپتامبر ۱۹۷۳ |
| ۱۱۸۰۵۱ | 4102 T-2    | ۲۹ سپتامبر ۱۹۷۳ |
| ۱۱۸۰۵۲ | 4105 T-2    | ۲۹ سپتامبر ۱۹۷۳ |
| ۱۱۸۰۵۳ | 4106 T-2    | ۲۹ سپتامبر ۱۹۷۳ |
| ۱۱۸۰۵۴ | 4123 T-2    | ۲۹ سپتامبر ۱۹۷۳ |
| ۱۱۸۰۵۵ | 4124 T-2    | ۲۹ سپتامبر ۱۹۷۳ |
| ۱۱۸۰۵۶ | 4126 T-2    | ۲۹ سپتامبر ۱۹۷۳ |
| ۱۱۸۰۵۷ | 4163 T-2    | ۲۹ سپتامبر ۱۹۷۳ |
| ۱۱۸۰۵۸ | 4175 T-2    | ۲۹ سپتامبر ۱۹۷۳ |
| ۱۱۸۰۵۹ | 4206 T-2    | ۲۹ سپتامبر ۱۹۷۳ |
| ۱۱۸۰۶۰ | 4213 T-2    | ۲۹ سپتامبر ۱۹۷۳ |
| ۱۱۸۰۶۱ | 4249 T-2    | ۲۹ سپتامبر ۱۹۷۳ |
| ۱۱۸۰۶۲ | 4256 T-2    | ۲۹ سپتامبر ۱۹۷۳ |
| ۱۱۸۰۶۳ | 4259 T-2    | ۲۹ سپتامبر ۱۹۷۳ |
| ۱۱۸۰۶۴ | 4292 T-2    | ۲۹ سپتامبر ۱۹۷۳ |
| ۱۱۸۰۶۵ | 4302 T-2    | ۲۹ سپتامبر ۱۹۷۳ |
| ۱۱۸۰۶۶ | 4317 T-2    | ۲۹ سپتامبر ۱۹۷۳ |
| ۱۱۸۰۶۷ | 4648 T-2    | ۳۰ سپتامبر ۱۹۷۳ |
| ۱۱۸۰۶۸ | 5011 T-2    | ۲۵ سپتامبر ۱۹۷۳ |
| ۱۱۸۰۶۹ | 5022 T-2    | ۲۵ سپتامبر ۱۹۷۳ |
| ۱۱۸۰۷۰ | 5060 T-2    | ۲۵ سپتامبر ۱۹۷۳ |
| ۱۱۸۰۷۱ | 5062 T-2    | ۲۵ سپتامبر ۱۹۷۳ |
| ۱۱۸۰۷۲ | 5076 T-2    | ۲۵ سپتامبر ۱۹۷۳ |
| ۱۱۸۰۷۳ | 5077 T-2    | ۲۵ سپتامبر ۱۹۷۳ |
| ۱۱۸۰۷۴ | 5078 T-2    | ۲۵ سپتامبر ۱۹۷۳ |
| ۱۱۸۰۷۵ | 5082 T-2    | ۲۵ سپتامبر ۱۹۷۳ |
| ۱۱۸۰۷۶ | 5100 T-2    | ۲۵ سپتامبر ۱۹۷۳ |
| ۱۱۸۰۷۷ | 5165 T-2    | ۲۵ سپتامبر ۱۹۷۳ |
| ۱۱۸۰۷۸ | 5174 T-2    | ۲۵ سپتامبر ۱۹۷۳ |
| ۱۱۸۰۷۹ | 5189 T-2    | ۲۵ سپتامبر ۱۹۷۳ |
| ۱۱۸۰۸۰ | 5197 T-2    | ۲۵ سپتامبر ۱۹۷۳ |
| ۱۱۸۰۸۱ | 5206 T-2    | ۲۵ سپتامبر ۱۹۷۳ |
| ۱۱۸۰۸۲ | 5207 T-2    | ۲۵ سپتامبر ۱۹۷۳ |
| ۱۱۸۰۸۳ | 5215 T-2    | ۲۵ سپتامبر ۱۹۷۳ |
| ۱۱۸۰۸۴ | 5340 T-2    | ۲۵ سپتامبر ۱۹۷۳ |
| ۱۱۸۰۸۵ | 1019 T-3    | ۱۷ اکتبر ۱۹۷۷   |
| ۱۱۸۰۸۶ | 1037 T-3    | ۱۷ اکتبر ۱۹۷۷   |
| ۱۱۸۰۸۷ | 1043 T-3    | ۱۷ اکتبر ۱۹۷۷   |
| ۱۱۸۰۸۸ | 1090 T-3    | ۱۷ اکتبر ۱۹۷۷   |
| ۱۱۸۰۸۹ | 1093 T-3    | ۱۷ اکتبر ۱۹۷۷   |
| ۱۱۸۰۹۰ | 1105 T-3    | ۱۷ اکتبر ۱۹۷۷   |
| ۱۱۸۰۹۱ | 1124 T-3    | ۱۷ اکتبر ۱۹۷۷   |
| ۱۱۸۰۹۲ | 1150 T-3    | ۱۷ اکتبر ۱۹۷۷   |
| ۱۱۸۰۹۳ | 1163 T-3    | ۱۷ اکتبر ۱۹۷۷   |
| ۱۱۸۰۹۴ | 1852 T-3    | ۱۷ اکتبر ۱۹۷۷   |
| ۱۱۸۰۹۵ | 2007 T-3    | ۱۶ اکتبر ۱۹۷۷   |
| ۱۱۸۰۹۶ | 2125 T-3    | ۱۶ اکتبر ۱۹۷۷   |
| ۱۱۸۰۹۷ | 2148 T-3    | ۱۶ اکتبر ۱۹۷۷   |
| ۱۱۸۰۹۸ | 2171 T-3    | ۱۶ اکتبر ۱۹۷۷   |
| ۱۱۸۰۹۹ | 2210 T-3    | ۱۶ اکتبر ۱۹۷۷   |
| ۱۱۸۱۰۰ | 2224 T-3    | ۱۶ اکتبر ۱۹۷۷   |
| ۱۱۸۱۰۱ | 2228 T-3    | ۱۶ اکتبر ۱۹۷۷   |
| ۱۱۸۱۰۲ | 2254 T-3    | ۱۶ اکتبر ۱۹۷۷   |
| ۱۱۸۱۰۳ | 2279 T-3    | ۱۶ اکتبر ۱۹۷۷   |
| ۱۱۸۱۰۴ | 2294 T-3    | ۱۶ اکتبر ۱۹۷۷   |
| ۱۱۸۱۰۵ | 2309 T-3    | ۱۶ اکتبر ۱۹۷۷   |
| ۱۱۸۱۰۶ | 2343 T-3    | ۱۶ اکتبر ۱۹۷۷   |
| ۱۱۸۱۰۷ | 2361 T-3    | ۱۶ اکتبر ۱۹۷۷   |
| ۱۱۸۱۰۸ | 2398 T-3    | ۱۶ اکتبر ۱۹۷۷   |
| ۱۱۸۱۰۹ | 2445 T-3    | ۱۶ اکتبر ۱۹۷۷   |
| ۱۱۸۱۱۰ | 2493 T-3    | ۱۶ اکتبر ۱۹۷۷   |
| ۱۱۸۱۱۱ | 2633 T-3    | ۱۶ اکتبر ۱۹۷۷   |
| ۱۱۸۱۱۲ | 2665 T-3    | ۱۱ اکتبر ۱۹۷۷   |
| ۱۱۸۱۱۳ | 3091 T-3    | ۱۶ اکتبر ۱۹۷۷   |
| ۱۱۸۱۱۴ | 3117 T-3    | ۱۶ اکتبر ۱۹۷۷   |
| ۱۱۸۱۱۵ | 3118 T-3    | ۱۶ اکتبر ۱۹۷۷   |
| ۱۱۸۱۱۶ | 3161 T-3    | ۱۶ اکتبر ۱۹۷۷   |
| ۱۱۸۱۱۷ | 3168 T-3    | ۱۶ اکتبر ۱۹۷۷   |
| ۱۱۸۱۱۸ | 3169 T-3    | ۱۶ اکتبر ۱۹۷۷   |
| ۱۱۸۱۱۹ | 3177 T-3    | ۱۶ اکتبر ۱۹۷۷   |
| ۱۱۸۱۲۰ | 3181 T-3    | ۱۶ اکتبر ۱۹۷۷   |
| ۱۱۸۱۲۱ | 3211 T-3    | ۱۶ اکتبر ۱۹۷۷   |
| ۱۱۸۱۲۲ | 3228 T-3    | ۱۶ اکتبر ۱۹۷۷   |
| ۱۱۸۱۲۳ | 3238 T-3    | ۱۶ اکتبر ۱۹۷۷   |
| ۱۱۸۱۲۴ | 3253 T-3    | ۱۶ اکتبر ۱۹۷۷   |
| ۱۱۸۱۲۵ | 3278 T-3    | ۱۶ اکتبر ۱۹۷۷   |
| ۱۱۸۱۲۶ | 3344 T-3    | ۱۶ اکتبر ۱۹۷۷   |
| ۱۱۸۱۲۷ | 3399 T-3    | ۱۶ اکتبر ۱۹۷۷   |
| ۱۱۸۱۲۸ | 3457 T-3    | ۱۶ اکتبر ۱۹۷۷   |
| ۱۱۸۱۲۹ | 3459 T-3    | ۱۶ اکتبر ۱۹۷۷   |
| ۱۱۸۱۳۰ | 3469 T-3    | ۱۶ اکتبر ۱۹۷۷   |
| ۱۱۸۱۳۱ | 3501 T-3    | ۱۶ اکتبر ۱۹۷۷   |
| ۱۱۸۱۳۲ | 3505 T-3    | ۱۶ اکتبر ۱۹۷۷   |
| ۱۱۸۱۳۳ | 3523 T-3    | ۱۶ اکتبر ۱۹۷۷   |
| ۱۱۸۱۳۴ | 3533 T-3    | ۱۶ اکتبر ۱۹۷۷   |
| ۱۱۸۱۳۵ | 3559 T-3    | ۱۶ اکتبر ۱۹۷۷   |
| ۱۱۸۱۳۶ | 3756 T-3    | ۱۶ اکتبر ۱۹۷۷   |
| ۱۱۸۱۳۷ | 3813 T-3    | ۱۶ اکتبر ۱۹۷۷   |
| ۱۱۸۱۳۸ | 4036 T-3    | ۱۶ اکتبر ۱۹۷۷   |
| ۱۱۸۱۳۹ | 4041 T-3    | ۱۶ اکتبر ۱۹۷۷   |
| ۱۱۸۱۴۰ | 4042 T-3    | ۱۶ اکتبر ۱۹۷۷   |
| ۱۱۸۱۴۱ | 4048 T-3    | ۱۶ اکتبر ۱۹۷۷   |
| ۱۱۸۱۴۲ | 4117 T-3    | ۱۶ اکتبر ۱۹۷۷   |
| ۱۱۸۱۴۳ | 4124 T-3    | ۱۶ اکتبر ۱۹۷۷   |
| ۱۱۸۱۴۴ | 4136 T-3    | ۱۶ اکتبر ۱۹۷۷   |
| ۱۱۸۱۴۵ | 4142 T-3    | ۱۶ اکتبر ۱۹۷۷   |
| ۱۱۸۱۴۶ | 4161 T-3    | ۱۶ اکتبر ۱۹۷۷   |
| ۱۱۸۱۴۷ | 4183 T-3    | ۱۶ اکتبر ۱۹۷۷   |
| ۱۱۸۱۴۸ | 4204 T-3    | ۱۶ اکتبر ۱۹۷۷   |
| ۱۱۸۱۴۹ | 4298 T-3    | ۱۶ اکتبر ۱۹۷۷   |
| ۱۱۸۱۵۰ | 4325 T-3    | ۱۶ اکتبر ۱۹۷۷   |
| ۱۱۸۱۵۱ | 4391 T-3    | ۱۶ اکتبر ۱۹۷۷   |
| ۱۱۸۱۵۲ | 5076 T-3    | ۱۶ اکتبر ۱۹۷۷   |
| ۱۱۸۱۵۳ | 5083 T-3    | ۱۶ اکتبر ۱۹۷۷   |
| ۱۱۸۱۵۴ | 5110 T-3    | ۱۶ اکتبر ۱۹۷۷   |
| ۱۱۸۱۵۵ | 5141 T-3    | ۱۶ اکتبر ۱۹۷۷   |
| ۱۱۸۱۵۶ | 5146 T-3    | ۱۶ اکتبر ۱۹۷۷   |
| ۱۱۸۱۵۷ | 5157 T-3    | ۱۶ اکتبر ۱۹۷۷   |
| ۱۱۸۱۵۸ | 5161 T-3    | ۱۶ اکتبر ۱۹۷۷   |
| ۱۱۸۱۵۹ | 5162 T-3    | ۱۶ اکتبر ۱۹۷۷   |
| ۱۱۸۱۶۰ | 5646 T-3    | ۱۶ اکتبر ۱۹۷۷   |
| ۱۱۸۱۶۱ | 5710 T-3    | ۱۶ اکتبر ۱۹۷۷   |
| ۱۱۸۱۶۱ | 1951 SX     | ۲۹ سپتامبر ۱۹۵۱ |
| ۱۱۸۱۶۳ | 1979 MJ8    | ۲۵ ژوئن ۱۹۷۹    |
| ۱۱۸۱۶۴ | 1981 DC3    | ۲۸ فوریه ۱۹۸۱   |
| ۱۱۸۱۶۵ | 1981 EH2    | ۲ مارس ۱۹۸۱     |
| ۱۱۸۱۶۶ | 1981 EG22   | ۲ مارس ۱۹۸۱     |
| ۱۱۸۱۶۷ | 1981 EJ30   | ۲ مارس ۱۹۸۱     |
| ۱۱۸۱۶۸ | 1981 EQ37   | ۱ مارس ۱۹۸۱     |
| ۱۱۸۱۶۹ | 1981 EL40   | ۲ مارس ۱۹۸۱     |
| ۱۱۸۱۷۰ | 1981 EV40   | ۲ مارس ۱۹۸۱     |
| ۱۱۸۱۷۱ | 1988 DT1    | ۱۶ فوریه ۱۹۸۸   |
| ۱۱۸۱۷۲ | Vorgebirge  | ۵ آوریل ۱۹۸۹    |
| ۱۱۸۱۷۳ | Barmen      | ۱۱ آوریل ۱۹۹۱   |
| ۱۱۸۱۷۴ | 1991 RO24   | ۱۲ سپتامبر ۱۹۹۱ |
| ۱۱۸۱۷۵ | 1991 TL16   | ۶ اکتبر ۱۹۹۱    |
| ۱۱۸۱۷۶ | 1992 BK3    | ۲۶ ژانویه ۱۹۹۲  |
| ۱۱۸۱۷۷ | 1992 EZ13   | ۲ مارس ۱۹۹۲     |
| ۱۱۸۱۷۸ | Rinckart    | ۲۳ سپتامبر ۱۹۹۲ |
| ۱۱۸۱۷۹ | 1993 FC6    | ۱۷ مارس ۱۹۹۳    |
| ۱۱۸۱۸۰ | 1993 FF6    | ۱۷ مارس ۱۹۹۳    |
| ۱۱۸۱۸۱ | 1993 FD7    | ۱۷ مارس ۱۹۹۳    |
| ۱۱۸۱۸۲ | 1993 FH18   | ۱۷ مارس ۱۹۹۳    |
| ۱۱۸۱۸۳ | 1993 FQ22   | ۲۱ مارس ۱۹۹۳    |
| ۱۱۸۱۸۴ | 1993 FX22   | ۲۱ مارس ۱۹۹۳    |
| ۱۱۸۱۸۵ | 1993 FF29   | ۲۱ مارس ۱۹۹۳    |
| ۱۱۸۱۸۵ | 1993 XC     | ۴ دسامبر ۱۹۹۳   |
| ۱۱۸۱۸۷ | 1993 YC1    | ۱۶ دسامبر ۱۹۹۳  |
| ۱۱۸۱۸۸ | 1994 GO5    | ۶ آوریل ۱۹۹۴    |
| ۱۱۸۱۸۹ | 1994 PB12   | ۱۰ اوت ۱۹۹۴     |
| ۱۱۸۱۹۰ | 1994 PT12   | ۱۰ اوت ۱۹۹۴     |
| ۱۱۸۱۹۱ | 1994 PE14   | ۱۰ اوت ۱۹۹۴     |
| ۱۱۸۱۹۲ | 1994 RA14   | ۱۲ سپتامبر ۱۹۹۴ |
| ۱۱۸۱۹۳ | 1994 RG25   | ۱۲ سپتامبر ۱۹۹۴ |
| ۱۱۸۱۹۳ | 1994 SG     | ۳۰ سپتامبر ۱۹۹۴ |
| ۱۱۸۱۹۵ | 1994 SP7    | ۲۸ سپتامبر ۱۹۹۴ |
| ۱۱۸۱۹۶ | 1994 TK8    | ۶ اکتبر ۱۹۹۴    |
| ۱۱۸۱۹۷ | 1994 UU6    | ۲۸ اکتبر ۱۹۹۴   |
| ۱۱۸۱۹۸ | 1994 UA10   | ۲۸ اکتبر ۱۹۹۴   |
| ۱۱۸۱۹۹ | 1995 CY5    | ۱ فوریه ۱۹۹۵    |
| ۱۱۸۲۰۰ | 1995 CA8    | ۲ فوریه ۱۹۹۵    |
| ۱۱۸۲۰۱ | 1995 FQ19   | ۲۹ مارس ۱۹۹۵    |
| ۱۱۸۲۰۲ | 1995 HQ3    | ۲۶ آوریل ۱۹۹۵   |
| ۱۱۸۲۰۳ | 1995 HL4    | ۲۶ آوریل ۱۹۹۵   |
| ۱۱۸۲۰۴ | 1995 MS1    | ۲۳ ژوئن ۱۹۹۵    |
| ۱۱۸۲۰۵ | 1995 MK7    | ۲۵ ژوئن ۱۹۹۵    |
| ۱۱۸۲۰۶ | 1995 OB6    | ۲۲ ژوئیه ۱۹۹۵   |
| ۱۱۸۲۰۷ | 1995 SJ10   | ۱۷ سپتامبر ۱۹۹۵ |
| ۱۱۸۲۰۸ | 1995 TH10   | ۲ اکتبر ۱۹۹۵    |
| ۱۱۸۲۰۹ | 1995 UH20   | ۱۹ اکتبر ۱۹۹۵   |
| ۱۱۸۲۱۰ | 1995 UG56   | ۲۳ اکتبر ۱۹۹۵   |
| ۱۱۸۲۱۱ | 1995 VE18   | ۱۵ نوامبر ۱۹۹۵  |
| ۱۱۸۲۱۲ | 1995 XM4    | ۱۴ دسامبر ۱۹۹۵  |
| ۱۱۸۲۱۳ | 1995 YO18   | ۲۲ دسامبر ۱۹۹۵  |
| ۱۱۸۲۱۴ | 1996 AG1    | ۱۲ ژانویه ۱۹۹۶  |
| ۱۱۸۲۱۵ | 1996 BN1    | ۲۴ ژانویه ۱۹۹۶  |
| ۱۱۸۲۱۶ | 1996 DU1    | ۲۲ فوریه ۱۹۹۶   |
| ۱۱۸۲۱۷ | 1996 EO7    | ۱۱ مارس ۱۹۹۶    |
| ۱۱۸۲۱۸ | 1996 GM17   | ۱۵ آوریل ۱۹۹۶   |
| ۱۱۸۲۱۹ | 1996 HT20   | ۱۸ آوریل ۱۹۹۶   |
| ۱۱۸۲۲۰ | 1996 HA21   | ۱۸ آوریل ۱۹۹۶   |
| ۱۱۸۲۲۱ | 1996 HQ21   | ۱۸ آوریل ۱۹۹۶   |
| ۱۱۸۲۲۲ | 1996 RR11   | ۸ سپتامبر ۱۹۹۶  |
| ۱۱۸۲۲۳ | 1996 SO4    | ۲۱ سپتامبر ۱۹۹۶ |
| ۱۱۸۲۲۴ | 1996 TT1    | ۳ اکتبر ۱۹۹۶    |
| ۱۱۸۲۲۵ | 1996 TP18   | ۴ اکتبر ۱۹۹۶    |
| ۱۱۸۲۲۶ | 1996 TA30   | ۷ اکتبر ۱۹۹۶    |
| ۱۱۸۲۲۷ | 1996 TR39   | ۸ اکتبر ۱۹۹۶    |
| ۱۱۸۲۲۸ | 1996 TQ66   | ۸ اکتبر ۱۹۹۶    |
| ۱۱۸۲۲۹ | 1996 VE23   | ۱۰ نوامبر ۱۹۹۶  |
| ۱۱۸۲۳۰ | Sado        | ۳۰ نوامبر ۱۹۹۶  |
| ۱۱۸۲۳۱ | 1996 XQ18   | ۸ دسامبر ۱۹۹۶   |
| ۱۱۸۲۳۲ | 1997 AY6    | ۹ ژانویه ۱۹۹۷   |
| ۱۱۸۲۳۳ | 1997 BX6    | ۳۰ ژانویه ۱۹۹۷  |
| ۱۱۸۲۳۴ | 1997 BO7    | ۳۱ ژانویه ۱۹۹۷  |
| ۱۱۸۲۳۵ | 1997 ES7    | ۷ مارس ۱۹۹۷     |
| ۱۱۸۲۳۶ | 1997 EO26   | ۴ مارس ۱۹۹۷     |
| ۱۱۸۲۳۷ | 1997 GD16   | ۳ آوریل ۱۹۹۷    |
| ۱۱۸۲۳۸ | 1997 JT5    | ۲ مه ۱۹۹۷       |
| ۱۱۸۲۳۸ | 1997 KX     | ۳۱ مه ۱۹۹۷      |
| ۱۱۸۲۴۰ | 1997 LS3    | ۵ ژوئن ۱۹۹۷     |
| ۱۱۸۲۴۱ | 1997 LJ9    | ۷ ژوئن ۱۹۹۷     |
| ۱۱۸۲۴۲ | 1997 NM3    | ۹ ژوئیه ۱۹۹۷    |
| ۱۱۸۲۴۳ | 1997 QL1    | ۳۰ اوت ۱۹۹۷     |
| ۱۱۸۲۴۴ | 1997 RV10   | ۳ سپتامبر ۱۹۹۷  |
| ۱۱۸۲۴۵ | 1997 SF10   | ۲۳ سپتامبر ۱۹۹۷ |
| ۱۱۸۲۴۶ | 1997 SR15   | ۲۷ سپتامبر ۱۹۹۷ |
| ۱۱۸۲۴۷ | 1997 TH1    | ۳ اکتبر ۱۹۹۷    |
| ۱۱۸۲۴۸ | 1997 TS19   | ۲ اکتبر ۱۹۹۷    |
| ۱۱۸۲۴۹ | 1997 WF15   | ۲۳ نوامبر ۱۹۹۷  |
| ۱۱۸۲۵۰ | 1998 BY1    | ۱۹ ژانویه ۱۹۹۸  |
| ۱۱۸۲۵۱ | 1998 BF18   | ۲۲ ژانویه ۱۹۹۸  |
| ۱۱۸۲۵۲ | 1998 BW33   | ۳۱ ژانویه ۱۹۹۸  |
| ۱۱۸۲۵۳ | 1998 BK43   | ۲۳ ژانویه ۱۹۹۸  |
| ۱۱۸۲۵۳ | 1998 CU     | ۴ فوریه ۱۹۹۸    |
| ۱۱۸۲۵۵ | 1998 CZ2    | ۶ فوریه ۱۹۹۸    |
| ۱۱۸۲۵۶ | 1998 DX25   | ۲۳ فوریه ۱۹۹۸   |
| ۱۱۸۲۵۷ | 1998 FS17   | ۲۰ مارس ۱۹۹۸    |
| ۱۱۸۲۵۸ | 1998 FG41   | ۲۰ مارس ۱۹۹۸    |
| ۱۱۸۲۵۹ | 1998 FT52   | ۲۰ مارس ۱۹۹۸    |
| ۱۱۸۲۶۰ | 1998 FP54   | ۲۰ مارس ۱۹۹۸    |
| ۱۱۸۲۶۱ | 1998 FF79   | ۲۴ مارس ۱۹۹۸    |
| ۱۱۸۲۶۲ | 1998 FO85   | ۲۴ مارس ۱۹۹۸    |
| ۱۱۸۲۶۳ | 1998 FE90   | ۲۴ مارس ۱۹۹۸    |
| ۱۱۸۲۶۴ | 1998 FB105  | ۳۱ مارس ۱۹۹۸    |
| ۱۱۸۲۶۵ | 1998 FM142  | ۲۹ مارس ۱۹۹۸    |
| ۱۱۸۲۶۶ | 1998 HQ17   | ۱۸ آوریل ۱۹۹۸   |
| ۱۱۸۲۶۷ | 1998 HR56   | ۲۱ آوریل ۱۹۹۸   |
| ۱۱۸۲۶۸ | 1998 HG61   | ۲۱ آوریل ۱۹۹۸   |
| ۱۱۸۲۶۹ | 1998 HL74   | ۲۱ آوریل ۱۹۹۸   |
| ۱۱۸۲۷۰ | 1998 HN129  | ۱۹ آوریل ۱۹۹۸   |
| ۱۱۸۲۷۱ | 1998 HO149  | ۲۵ آوریل ۱۹۹۸   |
| ۱۱۸۲۷۲ | 1998 KU10   | ۲۲ مه ۱۹۹۸      |
| ۱۱۸۲۷۳ | 1998 OX9    | ۲۶ ژوئیه ۱۹۹۸   |
| ۱۱۸۲۷۴ | 1998 QE20   | ۱۷ اوت ۱۹۹۸     |
| ۱۱۸۲۷۵ | 1998 QR24   | ۱۷ اوت ۱۹۹۸     |
| ۱۱۸۲۷۶ | 1998 QM33   | ۱۷ اوت ۱۹۹۸     |
| ۱۱۸۲۷۷ | 1998 QE105  | ۲۵ اوت ۱۹۹۸     |
| ۱۱۸۲۷۸ | 1998 RO17   | ۱۴ سپتامبر ۱۹۹۸ |
| ۱۱۸۲۷۹ | 1998 RG23   | ۱۴ سپتامبر ۱۹۹۸ |
| ۱۱۸۲۸۰ | 1998 RQ31   | ۱۴ سپتامبر ۱۹۹۸ |
| ۱۱۸۲۸۱ | 1998 RH43   | ۱۴ سپتامبر ۱۹۹۸ |
| ۱۱۸۲۸۲ | 1998 RB48   | ۱۴ سپتامبر ۱۹۹۸ |
| ۱۱۸۲۸۳ | 1998 RU55   | ۱۴ سپتامبر ۱۹۹۸ |
| ۱۱۸۲۸۴ | 1998 RC59   | ۱۴ سپتامبر ۱۹۹۸ |
| ۱۱۸۲۸۵ | 1998 RF65   | ۱۴ سپتامبر ۱۹۹۸ |
| ۱۱۸۲۸۶ | 1998 RR66   | ۱۴ سپتامبر ۱۹۹۸ |
| ۱۱۸۲۸۷ | 1998 RY66   | ۱۴ سپتامبر ۱۹۹۸ |
| ۱۱۸۲۸۸ | 1998 SK4    | ۲۰ سپتامبر ۱۹۹۸ |
| ۱۱۸۲۸۹ | 1998 SN10   | ۱۹ سپتامبر ۱۹۹۸ |
| ۱۱۸۲۹۰ | 1998 SZ26   | ۲۰ سپتامبر ۱۹۹۸ |
| ۱۱۸۲۹۱ | 1998 SU46   | ۲۵ سپتامبر ۱۹۹۸ |
| ۱۱۸۲۹۲ | 1998 SE57   | ۱۷ سپتامبر ۱۹۹۸ |
| ۱۱۸۲۹۳ | 1998 SV62   | ۲۵ سپتامبر ۱۹۹۸ |
| ۱۱۸۲۹۴ | 1998 SQ75   | ۱۷ سپتامبر ۱۹۹۸ |
| ۱۱۸۲۹۵ | 1998 SA111  | ۲۶ سپتامبر ۱۹۹۸ |
| ۱۱۸۲۹۶ | 1998 SL122  | ۲۶ سپتامبر ۱۹۹۸ |
| ۱۱۸۲۹۷ | 1998 SY129  | ۲۶ سپتامبر ۱۹۹۸ |
| ۱۱۸۲۹۸ | 1998 SC131  | ۲۶ سپتامبر ۱۹۹۸ |
| ۱۱۸۲۹۹ | 1998 SD148  | ۲۶ سپتامبر ۱۹۹۸ |
| ۱۱۸۳۰۰ | 1998 SL162  | ۲۶ سپتامبر ۱۹۹۸ |
| ۱۱۸۳۰۱ | 1998 TO16   | ۱۴ اکتبر ۱۹۹۸   |
| ۱۱۸۳۰۲ | 1998 TX36   | ۱۴ اکتبر ۱۹۹۸   |
| ۱۱۸۳۰۲ | 1998 UG     | ۱۷ اکتبر ۱۹۹۸   |
| ۱۱۸۳۰۴ | 1998 UQ20   | ۲۸ اکتبر ۱۹۹۸   |
| ۱۱۸۳۰۵ | 1998 UU30   | ۱۸ اکتبر ۱۹۹۸   |
| ۱۱۸۳۰۶ | 1998 US39   | ۲۸ اکتبر ۱۹۹۸   |
| ۱۱۸۳۰۷ | 1998 VM1    | ۱۰ نوامبر ۱۹۹۸  |
| ۱۱۸۳۰۸ | 1998 VT7    | ۱۰ نوامبر ۱۹۹۸  |
| ۱۱۸۳۰۹ | 1998 VR9    | ۱۰ نوامبر ۱۹۹۸  |
| ۱۱۸۳۱۰ | 1998 VP32   | ۱۵ نوامبر ۱۹۹۸  |
| ۱۱۸۳۱۱ | 1998 VU36   | ۱۰ نوامبر ۱۹۹۸  |
| ۱۱۸۳۱۲ | 1998 VM39   | ۱۱ نوامبر ۱۹۹۸  |
| ۱۱۸۳۱۳ | 1998 WV2    | ۱۷ نوامبر ۱۹۹۸  |
| ۱۱۸۳۱۴ | 1998 WG11   | ۲۱ نوامبر ۱۹۹۸  |
| ۱۱۸۳۱۵ | 1998 WR12   | ۲۱ نوامبر ۱۹۹۸  |
| ۱۱۸۳۱۶ | 1998 WC15   | ۲۱ نوامبر ۱۹۹۸  |
| ۱۱۸۳۱۷ | 1998 WK41   | ۱۸ نوامبر ۱۹۹۸  |
| ۱۱۸۳۱۷ | 1998 XW     | ۷ دسامبر ۱۹۹۸   |
| ۱۱۸۳۱۹ | 1998 XP10   | ۱۵ دسامبر ۱۹۹۸  |
| ۱۱۸۳۲۰ | 1998 XB11   | ۱۵ دسامبر ۱۹۹۸  |
| ۱۱۸۳۲۱ | 1998 XS12   | ۱۵ دسامبر ۱۹۹۸  |
| ۱۱۸۳۲۲ | 1998 XK48   | ۱۴ دسامبر ۱۹۹۸  |
| ۱۱۸۳۲۳ | 1998 XU52   | ۱۴ دسامبر ۱۹۹۸  |
| ۱۱۸۳۲۴ | 1998 XB57   | ۱۵ دسامبر ۱۹۹۸  |
| ۱۱۸۳۲۵ | 1998 XP71   | ۱۴ دسامبر ۱۹۹۸  |
| ۱۱۸۳۲۶ | 1998 YR20   | ۲۵ دسامبر ۱۹۹۸  |
| ۱۱۸۳۲۷ | 1998 YZ20   | ۲۶ دسامبر ۱۹۹۸  |
| ۱۱۸۳۲۸ | 1998 YH21   | ۲۶ دسامبر ۱۹۹۸  |
| ۱۱۸۳۲۹ | 1998 YG24   | ۱۶ دسامبر ۱۹۹۸  |
| ۱۱۸۳۲۹ | 1999 AP     | ۴ ژانویه ۱۹۹۹   |
| ۱۱۸۳۳۱ | 1999 AM2    | ۹ ژانویه ۱۹۹۹   |
| ۱۱۸۳۳۲ | 1999 AK14   | ۸ ژانویه ۱۹۹۹   |
| ۱۱۸۳۳۳ | 1999 AB24   | ۱۵ ژانویه ۱۹۹۹  |
| ۱۱۸۳۳۴ | 1999 AY24   | ۱۵ ژانویه ۱۹۹۹  |
| ۱۱۸۳۳۵ | 1999 BF2    | ۱۹ ژانویه ۱۹۹۹  |
| ۱۱۸۳۳۶ | 1999 BB7    | ۲۰ ژانویه ۱۹۹۹  |
| ۱۱۸۳۳۷ | 1999 BQ9    | ۲۳ ژانویه ۱۹۹۹  |
| ۱۱۸۳۳۷ | 1999 CS     | ۵ فوریه ۱۹۹۹    |
| ۱۱۸۳۳۹ | 1999 CK18   | ۱۰ فوریه ۱۹۹۹   |
| ۱۱۸۳۴۰ | 1999 CL20   | ۱۰ فوریه ۱۹۹۹   |
| ۱۱۸۳۴۱ | 1999 CK25   | ۱۰ فوریه ۱۹۹۹   |
| ۱۱۸۳۴۲ | 1999 CW26   | ۱۰ فوریه ۱۹۹۹   |
| ۱۱۸۳۴۳ | 1999 CT27   | ۱۰ فوریه ۱۹۹۹   |
| ۱۱۸۳۴۴ | 1999 CS42   | ۱۰ فوریه ۱۹۹۹   |
| ۱۱۸۳۴۵ | 1999 CZ45   | ۱۰ فوریه ۱۹۹۹   |
| ۱۱۸۳۴۶ | 1999 CA48   | ۱۰ فوریه ۱۹۹۹   |
| ۱۱۸۳۴۷ | 1999 CM60   | ۱۲ فوریه ۱۹۹۹   |
| ۱۱۸۳۴۸ | 1999 CT86   | ۱۰ فوریه ۱۹۹۹   |
| ۱۱۸۳۴۹ | 1999 CG88   | ۱۰ فوریه ۱۹۹۹   |
| ۱۱۸۳۵۰ | 1999 CR89   | ۱۰ فوریه ۱۹۹۹   |
| ۱۱۸۳۵۱ | 1999 CF98   | ۱۰ فوریه ۱۹۹۹   |
| ۱۱۸۳۵۲ | 1999 CA101  | ۱۰ فوریه ۱۹۹۹   |
| ۱۱۸۳۵۳ | 1999 CZ104  | ۱۲ فوریه ۱۹۹۹   |
| ۱۱۸۳۵۴ | 1999 CY149  | ۱۳ فوریه ۱۹۹۹   |
| ۱۱۸۳۵۵ | 1999 CA154  | ۱۴ فوریه ۱۹۹۹   |
| ۱۱۸۳۵۶ | 1999 EM3    | ۱۲ مارس ۱۹۹۹    |
| ۱۱۸۳۵۷ | 1999 EM11   | ۱۵ مارس ۱۹۹۹    |
| ۱۱۸۳۵۸ | 1999 FH2    | ۱۶ مارس ۱۹۹۹    |
| ۱۱۸۳۵۹ | 1999 FZ3    | ۱۶ مارس ۱۹۹۹    |
| ۱۱۸۳۶۰ | 1999 FV4    | ۱۷ مارس ۱۹۹۹    |
| ۱۱۸۳۶۱ | 1999 FX4    | ۱۷ مارس ۱۹۹۹    |
| ۱۱۸۳۶۲ | 1999 FS17   | ۲۳ مارس ۱۹۹۹    |
| ۱۱۸۳۶۳ | 1999 FH46   | ۲۰ مارس ۱۹۹۹    |
| ۱۱۸۳۶۴ | 1999 FT47   | ۲۰ مارس ۱۹۹۹    |
| ۱۱۸۳۶۵ | 1999 FQ52   | ۲۰ مارس ۱۹۹۹    |
| ۱۱۸۳۶۵ | 1999 GK     | ۵ آوریل ۱۹۹۹    |
| ۱۱۸۳۶۷ | 1999 GC4    | ۱۲ آوریل ۱۹۹۹   |
| ۱۱۸۳۶۸ | 1999 GE11   | ۱۱ آوریل ۱۹۹۹   |
| ۱۱۸۳۶۹ | 1999 GF11   | ۱۱ آوریل ۱۹۹۹   |
| ۱۱۸۳۷۰ | 1999 GT13   | ۱۴ آوریل ۱۹۹۹   |
| ۱۱۸۳۷۱ | 1999 GE33   | ۱۲ آوریل ۱۹۹۹   |
| ۱۱۸۳۷۲ | 1999 GV33   | ۱۲ آوریل ۱۹۹۹   |
| ۱۱۸۳۷۳ | 1999 GD41   | ۱۲ آوریل ۱۹۹۹   |
| ۱۱۸۳۷۴ | 1999 GU55   | ۷ آوریل ۱۹۹۹    |
| ۱۱۸۳۷۵ | 1999 HB4    | ۱۶ آوریل ۱۹۹۹   |
| ۱۱۸۳۷۶ | 1999 HE4    | ۱۶ آوریل ۱۹۹۹   |
| ۱۱۸۳۷۷ | 1999 HW7    | ۱۹ آوریل ۱۹۹۹   |
| ۱۱۸۳۷۸ | 1999 HT11   | ۱۷ آوریل ۱۹۹۹   |
| ۱۱۸۳۷۹ | 1999 HC12   | ۱۸ آوریل ۱۹۹۹   |
| ۱۱۸۳۸۰ | 1999 JQ5    | ۱۰ مه ۱۹۹۹      |
| ۱۱۸۳۸۱ | 1999 JU5    | ۱۲ مه ۱۹۹۹      |
| ۱۱۸۳۸۲ | 1999 JH6    | ۱۲ مه ۱۹۹۹      |
| ۱۱۸۳۸۳ | 1999 JE7    | ۸ مه ۱۹۹۹       |
| ۱۱۸۳۸۴ | 1999 JA8    | ۱۲ مه ۱۹۹۹      |
| ۱۱۸۳۸۵ | 1999 JP11   | ۱۲ مه ۱۹۹۹      |
| ۱۱۸۳۸۶ | 1999 JF14   | ۱۳ مه ۱۹۹۹      |
| ۱۱۸۳۸۷ | 1999 JC15   | ۱۲ مه ۱۹۹۹      |
| ۱۱۸۳۸۸ | 1999 JR42   | ۱۰ مه ۱۹۹۹      |
| ۱۱۸۳۸۹ | 1999 JV42   | ۱۰ مه ۱۹۹۹      |
| ۱۱۸۳۹۰ | 1999 JS49   | ۱۰ مه ۱۹۹۹      |
| ۱۱۸۳۹۱ | 1999 JV117  | ۱۳ مه ۱۹۹۹      |
| ۱۱۸۳۹۲ | 1999 JO124  | ۱۰ مه ۱۹۹۹      |
| ۱۱۸۳۹۳ | 1999 KB3    | ۱۷ مه ۱۹۹۹      |
| ۱۱۸۳۹۴ | 1999 NV7    | ۱۳ ژوئیه ۱۹۹۹   |
| ۱۱۸۳۹۵ | 1999 NB65   | ۱۴ ژوئیه ۱۹۹۹   |
| ۱۱۸۳۹۶ | 1999 RY29   | ۸ سپتامبر ۱۹۹۹  |
| ۱۱۸۳۹۷ | 1999 RO45   | ۸ سپتامبر ۱۹۹۹  |
| ۱۱۸۳۹۸ | 1999 RO58   | ۷ سپتامبر ۱۹۹۹  |
| ۱۱۸۳۹۹ | 1999 RM61   | ۷ سپتامبر ۱۹۹۹  |
| ۱۱۸۴۰۰ | 1999 RB63   | ۷ سپتامبر ۱۹۹۹  |
| ۱۱۸۴۰۱ | LINEAR      | ۷ سپتامبر ۱۹۹۹  |
| ۱۱۸۴۰۲ | 1999 RK78   | ۷ سپتامبر ۱۹۹۹  |
| ۱۱۸۴۰۳ | 1999 RY92   | ۷ سپتامبر ۱۹۹۹  |
| ۱۱۸۴۰۴ | 1999 RC93   | ۷ سپتامبر ۱۹۹۹  |
| ۱۱۸۴۰۵ | 1999 RM104  | ۸ سپتامبر ۱۹۹۹  |
| ۱۱۸۴۰۶ | 1999 RM168  | ۹ سپتامبر ۱۹۹۹  |
| ۱۱۸۴۰۷ | 1999 RA201  | ۸ سپتامبر ۱۹۹۹  |
| ۱۱۸۴۰۸ | 1999 RV220  | ۵ سپتامبر ۱۹۹۹  |
| ۱۱۸۴۰۹ | 1999 RB234  | ۸ سپتامبر ۱۹۹۹  |
| ۱۱۸۴۱۰ | 1999 RD239  | ۸ سپتامبر ۱۹۹۹  |
| ۱۱۸۴۱۱ | 1999 RV251  | ۶ سپتامبر ۱۹۹۹  |
| ۱۱۸۴۱۲ | 1999 RG253  | ۸ سپتامبر ۱۹۹۹  |
| ۱۱۸۴۱۳ | 1999 SP1    | ۱۹ سپتامبر ۱۹۹۹ |
| ۱۱۸۴۱۴ | 1999 SU10   | ۳۰ سپتامبر ۱۹۹۹ |
| ۱۱۸۴۱۵ | 1999 SV19   | ۳۰ سپتامبر ۱۹۹۹ |
| ۱۱۸۴۱۶ | 1999 TD9    | ۷ اکتبر ۱۹۹۹    |
| ۱۱۸۴۱۷ | 1999 TW12   | ۱۰ اکتبر ۱۹۹۹   |
| ۱۱۸۴۱۸ | 1999 TP18   | ۱۴ اکتبر ۱۹۹۹   |
| ۱۱۸۴۱۹ | 1999 TK53   | ۶ اکتبر ۱۹۹۹    |
| ۱۱۸۴۲۰ | 1999 TF59   | ۷ اکتبر ۱۹۹۹    |
| ۱۱۸۴۲۱ | 1999 TM65   | ۸ اکتبر ۱۹۹۹    |
| ۱۱۸۴۲۲ | 1999 TU71   | ۹ اکتبر ۱۹۹۹    |
| ۱۱۸۴۲۳ | 1999 TJ84   | ۱۳ اکتبر ۱۹۹۹   |
| ۱۱۸۴۲۴ | 1999 TL111  | ۴ اکتبر ۱۹۹۹    |
| ۱۱۸۴۲۵ | 1999 TG114  | ۴ اکتبر ۱۹۹۹    |
| ۱۱۸۴۲۶ | 1999 TX136  | ۶ اکتبر ۱۹۹۹    |
| ۱۱۸۴۲۷ | 1999 TM148  | ۷ اکتبر ۱۹۹۹    |
| ۱۱۸۴۲۸ | 1999 TG157  | ۹ اکتبر ۱۹۹۹    |
| ۱۱۸۴۲۹ | 1999 TE163  | ۹ اکتبر ۱۹۹۹    |
| ۱۱۸۴۳۰ | 1999 TZ171  | ۱۰ اکتبر ۱۹۹۹   |
| ۱۱۸۴۳۱ | 1999 TD187  | ۱۲ اکتبر ۱۹۹۹   |
| ۱۱۸۴۳۲ | 1999 TL214  | ۱۵ اکتبر ۱۹۹۹   |
| ۱۱۸۴۳۳ | 1999 TN235  | ۳ اکتبر ۱۹۹۹    |
| ۱۱۸۴۳۴ | 1999 TY250  | ۵ اکتبر ۱۹۹۹    |
| ۱۱۸۴۳۵ | 1999 TK273  | ۵ اکتبر ۱۹۹۹    |
| ۱۱۸۴۳۶ | 1999 TU275  | ۶ اکتبر ۱۹۹۹    |
| ۱۱۸۴۳۷ | 1999 TB285  | ۹ اکتبر ۱۹۹۹    |
| ۱۱۸۴۳۸ | 1999 UK17   | ۲۹ اکتبر ۱۹۹۹   |
| ۱۱۸۴۳۹ | 1999 UT20   | ۳۱ اکتبر ۱۹۹۹   |
| ۱۱۸۴۴۰ | 1999 UM37   | ۱۶ اکتبر ۱۹۹۹   |
| ۱۱۸۴۴۱ | 1999 UP39   | ۳۱ اکتبر ۱۹۹۹   |
| ۱۱۸۴۴۲ | 1999 UM54   | ۱۹ اکتبر ۱۹۹۹   |
| ۱۱۸۴۴۳ | 1999 UZ62   | ۲۸ اکتبر ۱۹۹۹   |
| ۱۱۸۴۴۴ | 1999 VK20   | ۱۱ نوامبر ۱۹۹۹  |
| ۱۱۸۴۴۵ | 1999 VH29   | ۳ نوامبر ۱۹۹۹   |
| ۱۱۸۴۴۶ | 1999 VK69   | ۴ نوامبر ۱۹۹۹   |
| ۱۱۸۴۴۷ | 1999 VM81   | ۵ نوامبر ۱۹۹۹   |
| ۱۱۸۴۴۸ | 1999 VH93   | ۹ نوامبر ۱۹۹۹   |
| ۱۱۸۴۴۹ | 1999 VY94   | ۹ نوامبر ۱۹۹۹   |
| ۱۱۸۴۵۰ | 1999 VV116  | ۵ نوامبر ۱۹۹۹   |
| ۱۱۸۴۵۱ | 1999 VX124  | ۹ نوامبر ۱۹۹۹   |
| ۱۱۸۴۵۲ | 1999 VH127  | ۹ نوامبر ۱۹۹۹   |
| ۱۱۸۴۵۳ | 1999 VP159  | ۱۴ نوامبر ۱۹۹۹  |
| ۱۱۸۴۵۴ | 1999 VU159  | ۱۴ نوامبر ۱۹۹۹  |
| ۱۱۸۴۵۵ | 1999 VP191  | ۱۲ نوامبر ۱۹۹۹  |
| ۱۱۸۴۵۶ | 1999 VO205  | ۱۰ نوامبر ۱۹۹۹  |
| ۱۱۸۴۵۷ | 1999 WP6    | ۲۸ نوامبر ۱۹۹۹  |
| ۱۱۸۴۵۸ | 1999 WY11   | ۲۸ نوامبر ۱۹۹۹  |
| ۱۱۸۴۵۹ | 1999 XB6    | ۴ دسامبر ۱۹۹۹   |
| ۱۱۸۴۶۰ | 1999 XM6    | ۴ دسامبر ۱۹۹۹   |
| ۱۱۸۴۶۱ | 1999 XJ10   | ۵ دسامبر ۱۹۹۹   |
| ۱۱۸۴۶۲ | 1999 XQ24   | ۶ دسامبر ۱۹۹۹   |
| ۱۱۸۴۶۳ | 1999 XZ48   | ۷ دسامبر ۱۹۹۹   |
| ۱۱۸۴۶۴ | 1999 XE61   | ۷ دسامبر ۱۹۹۹   |
| ۱۱۸۴۶۵ | 1999 XR70   | ۷ دسامبر ۱۹۹۹   |
| ۱۱۸۴۶۶ | 1999 XK110  | ۴ دسامبر ۱۹۹۹   |
| ۱۱۸۴۶۷ | 1999 XO123  | ۷ دسامبر ۱۹۹۹   |
| ۱۱۸۴۶۸ | 1999 XT216  | ۱۳ دسامبر ۱۹۹۹  |
| ۱۱۸۴۶۹ | 1999 XW226  | ۱۵ دسامبر ۱۹۹۹  |
| ۱۱۸۴۷۰ | 2000 AG4    | ۳ ژانویه ۲۰۰۰   |
| ۱۱۸۴۷۱ | 2000 AF15   | ۳ ژانویه ۲۰۰۰   |
| ۱۱۸۴۷۲ | 2000 AJ31   | ۳ ژانویه ۲۰۰۰   |
| ۱۱۸۴۷۳ | 2000 AO34   | ۳ ژانویه ۲۰۰۰   |
| ۱۱۸۴۷۴ | 2000 AH41   | ۳ ژانویه ۲۰۰۰   |
| ۱۱۸۴۷۵ | 2000 AJ127  | ۵ ژانویه ۲۰۰۰   |
| ۱۱۸۴۷۶ | 2000 AF163  | ۵ ژانویه ۲۰۰۰   |
| ۱۱۸۴۷۷ | 2000 AQ168  | ۱۲ ژانویه ۲۰۰۰  |
| ۱۱۸۴۷۸ | 2000 AD211  | ۵ ژانویه ۲۰۰۰   |
| ۱۱۸۴۷۹ | 2000 AM238  | ۶ ژانویه ۲۰۰۰   |
| ۱۱۸۴۸۰ | 2000 BG10   | ۲۶ ژانویه ۲۰۰۰  |
| ۱۱۸۴۸۱ | 2000 BK32   | ۲۸ ژانویه ۲۰۰۰  |
| ۱۱۸۴۸۲ | 2000 BT51   | ۳۰ ژانویه ۲۰۰۰  |
| ۱۱۸۴۸۳ | 2000 CJ16   | ۲ فوریه ۲۰۰۰    |
| ۱۱۸۴۸۴ | 2000 CK20   | ۲ فوریه ۲۰۰۰    |
| ۱۱۸۴۸۵ | 2000 CP27   | ۲ فوریه ۲۰۰۰    |
| ۱۱۸۴۸۶ | 2000 CN30   | ۲ فوریه ۲۰۰۰    |
| ۱۱۸۴۸۷ | 2000 CK31   | ۲ فوریه ۲۰۰۰    |
| ۱۱۸۴۸۸ | 2000 CP37   | ۳ فوریه ۲۰۰۰    |
| ۱۱۸۴۸۹ | 2000 CR40   | ۱ فوریه ۲۰۰۰    |
| ۱۱۸۴۹۰ | 2000 CN54   | ۲ فوریه ۲۰۰۰    |
| ۱۱۸۴۹۱ | 2000 CC88   | ۴ فوریه ۲۰۰۰    |
| ۱۱۸۴۹۲ | 2000 CK98   | ۷ فوریه ۲۰۰۰    |
| ۱۱۸۴۹۳ | 2000 DH3    | ۲۷ فوریه ۲۰۰۰   |
| ۱۱۸۴۹۴ | 2000 DP8    | ۲۹ فوریه ۲۰۰۰   |
| ۱۱۸۴۹۵ | 2000 DV9    | ۲۶ فوریه ۲۰۰۰   |
| ۱۱۸۴۹۶ | 2000 DA34   | ۲۹ فوریه ۲۰۰۰   |
| ۱۱۸۴۹۷ | 2000 DB34   | ۲۹ فوریه ۲۰۰۰   |
| ۱۱۸۴۹۸ | 2000 DD42   | ۲۹ فوریه ۲۰۰۰   |
| ۱۱۸۴۹۹ | 2000 DM59   | ۲۹ فوریه ۲۰۰۰   |
| ۱۱۸۵۰۰ | 2000 DH64   | ۲۹ فوریه ۲۰۰۰   |
| ۱۱۸۵۰۱ | 2000 DO67   | ۲۹ فوریه ۲۰۰۰   |
| ۱۱۸۵۰۲ | 2000 DV70   | ۲۹ فوریه ۲۰۰۰   |
| ۱۱۸۵۰۳ | 2000 DA71   | ۲۹ فوریه ۲۰۰۰   |
| ۱۱۸۵۰۴ | 2000 DS72   | ۲۹ فوریه ۲۰۰۰   |
| ۱۱۸۵۰۵ | 2000 DL76   | ۲۹ فوریه ۲۰۰۰   |
| ۱۱۸۵۰۶ | 2000 DX80   | ۲۸ فوریه ۲۰۰۰   |
| ۱۱۸۵۰۷ | 2000 DV81   | ۲۸ فوریه ۲۰۰۰   |
| ۱۱۸۵۰۸ | 2000 DW81   | ۲۸ فوریه ۲۰۰۰   |
| ۱۱۸۵۰۹ | 2000 DA85   | ۲۹ فوریه ۲۰۰۰   |
| ۱۱۸۵۱۰ | 2000 DC90   | ۲۷ فوریه ۲۰۰۰   |
| ۱۱۸۵۱۱ | 2000 DR93   | ۲۸ فوریه ۲۰۰۰   |
| ۱۱۸۵۱۲ | 2000 DR94   | ۲۸ فوریه ۲۰۰۰   |
| ۱۱۸۵۱۳ | 2000 DD97   | ۲۹ فوریه ۲۰۰۰   |
| ۱۱۸۵۱۴ | 2000 DJ104  | ۲۹ فوریه ۲۰۰۰   |
| ۱۱۸۵۱۵ | 2000 DF105  | ۲۹ فوریه ۲۰۰۰   |
| ۱۱۸۵۱۶ | 2000 DP105  | ۲۹ فوریه ۲۰۰۰   |
| ۱۱۸۵۱۷ | 2000 DM106  | ۲۹ فوریه ۲۰۰۰   |
| ۱۱۸۵۱۸ | 2000 DO116  | ۲۶ فوریه ۲۰۰۰   |
| ۱۱۸۵۱۹ | 2000 EY10   | ۴ مارس ۲۰۰۰     |
| ۱۱۸۵۲۰ | 2000 EU11   | ۴ مارس ۲۰۰۰     |
| ۱۱۸۵۲۱ | 2000 EO14   | ۵ مارس ۲۰۰۰     |
| ۱۱۸۵۲۲ | 2000 EA16   | ۳ مارس ۲۰۰۰     |
| ۱۱۸۵۲۳ | 2000 EW22   | ۳ مارس ۲۰۰۰     |
| ۱۱۸۵۲۴ | 2000 EE24   | ۸ مارس ۲۰۰۰     |
| ۱۱۸۵۲۵ | 2000 ED30   | ۵ مارس ۲۰۰۰     |
| ۱۱۸۵۲۶ | 2000 EP30   | ۵ مارس ۲۰۰۰     |
| ۱۱۸۵۲۷ | 2000 EY33   | ۵ مارس ۲۰۰۰     |
| ۱۱۸۵۲۸ | 2000 EY39   | ۸ مارس ۲۰۰۰     |
| ۱۱۸۵۲۹ | 2000 EQ41   | ۸ مارس ۲۰۰۰     |
| ۱۱۸۵۳۰ | 2000 EW48   | ۹ مارس ۲۰۰۰     |
| ۱۱۸۵۳۱ | 2000 EH60   | ۱۰ مارس ۲۰۰۰    |
| ۱۱۸۵۳۲ | 2000 EJ61   | ۱۰ مارس ۲۰۰۰    |
| ۱۱۸۵۳۳ | 2000 EB69   | ۱۰ مارس ۲۰۰۰    |
| ۱۱۸۵۳۴ | 2000 ES69   | ۱۰ مارس ۲۰۰۰    |
| ۱۱۸۵۳۵ | 2000 EE70   | ۱۰ مارس ۲۰۰۰    |
| ۱۱۸۵۳۶ | 2000 EJ79   | ۵ مارس ۲۰۰۰     |
| ۱۱۸۵۳۷ | 2000 EQ80   | ۵ مارس ۲۰۰۰     |
| ۱۱۸۵۳۸ | 2000 ER86   | ۸ مارس ۲۰۰۰     |
| ۱۱۸۵۳۹ | 2000 EE87   | ۸ مارس ۲۰۰۰     |
| ۱۱۸۵۴۰ | 2000 ES90   | ۹ مارس ۲۰۰۰     |
| ۱۱۸۵۴۱ | 2000 EC96   | ۱۱ مارس ۲۰۰۰    |
| ۱۱۸۵۴۲ | 2000 EL113  | ۹ مارس ۲۰۰۰     |
| ۱۱۸۵۴۳ | 2000 EX120  | ۱۱ مارس ۲۰۰۰    |
| ۱۱۸۵۴۴ | 2000 EG121  | ۱۱ مارس ۲۰۰۰    |
| ۱۱۸۵۴۵ | 2000 EC124  | ۱۱ مارس ۲۰۰۰    |
| ۱۱۸۵۴۶ | 2000 ET132  | ۱۱ مارس ۲۰۰۰    |
| ۱۱۸۵۴۷ | 2000 EJ133  | ۱۱ مارس ۲۰۰۰    |
| ۱۱۸۵۴۸ | 2000 EV139  | ۱۲ مارس ۲۰۰۰    |
| ۱۱۸۵۴۹ | 2000 EG155  | ۹ مارس ۲۰۰۰     |
| ۱۱۸۵۵۰ | 2000 EC156  | ۹ مارس ۲۰۰۰     |
| ۱۱۸۵۵۱ | 2000 EX157  | ۱۲ مارس ۲۰۰۰    |
| ۱۱۸۵۵۲ | 2000 EZ164  | ۳ مارس ۲۰۰۰     |
| ۱۱۸۵۵۳ | 2000 EB171  | ۵ مارس ۲۰۰۰     |
| ۱۱۸۵۵۴ | 2000 EM175  | ۲ مارس ۲۰۰۰     |
| ۱۱۸۵۵۵ | 2000 FH4    | ۲۷ مارس ۲۰۰۰    |
| ۱۱۸۵۵۶ | 2000 FN17   | ۲۹ مارس ۲۰۰۰    |
| ۱۱۸۵۵۷ | 2000 FU28   | ۲۷ مارس ۲۰۰۰    |
| ۱۱۸۵۵۸ | 2000 FF30   | ۲۷ مارس ۲۰۰۰    |
| ۱۱۸۵۵۹ | 2000 FT37   | ۲۹ مارس ۲۰۰۰    |
| ۱۱۸۵۶۰ | 2000 FW44   | ۲۹ مارس ۲۰۰۰    |
| ۱۱۸۵۶۱ | 2000 FY44   | ۲۹ مارس ۲۰۰۰    |
| ۱۱۸۵۶۲ | 2000 FC47   | ۲۹ مارس ۲۰۰۰    |
| ۱۱۸۵۶۳ | 2000 FJ47   | ۲۹ مارس ۲۰۰۰    |
| ۱۱۸۵۶۴ | 2000 FO47   | ۲۹ مارس ۲۰۰۰    |
| ۱۱۸۵۶۵ | 2000 FZ54   | ۳۰ مارس ۲۰۰۰    |
| ۱۱۸۵۶۶ | 2000 FL58   | ۲۷ مارس ۲۰۰۰    |
| ۱۱۸۵۶۷ | 2000 FQ59   | ۲۹ مارس ۲۰۰۰    |
| ۱۱۸۵۶۷ | 2000 GD     | ۱ آوریل ۲۰۰۰    |
| ۱۱۸۵۶۹ | 2000 GF1    | ۳ آوریل ۲۰۰۰    |
| ۱۱۸۵۷۰ | 2000 GP1    | ۴ آوریل ۲۰۰۰    |
| ۱۱۸۵۷۱ | 2000 GB5    | ۳ آوریل ۲۰۰۰    |
| ۱۱۸۵۷۲ | 2000 GR12   | ۵ آوریل ۲۰۰۰    |
| ۱۱۸۵۷۳ | 2000 GY12   | ۵ آوریل ۲۰۰۰    |
| ۱۱۸۵۷۴ | 2000 GL18   | ۵ آوریل ۲۰۰۰    |
| ۱۱۸۵۷۵ | 2000 GL23   | ۵ آوریل ۲۰۰۰    |
| ۱۱۸۵۷۶ | 2000 GK27   | ۵ آوریل ۲۰۰۰    |
| ۱۱۸۵۷۷ | 2000 GM31   | ۵ آوریل ۲۰۰۰    |
| ۱۱۸۵۷۸ | 2000 GL40   | ۵ آوریل ۲۰۰۰    |
| ۱۱۸۵۷۹ | 2000 GX44   | ۵ آوریل ۲۰۰۰    |
| ۱۱۸۵۸۰ | 2000 GA46   | ۵ آوریل ۲۰۰۰    |
| ۱۱۸۵۸۱ | 2000 GO50   | ۵ آوریل ۲۰۰۰    |
| ۱۱۸۵۸۲ | 2000 GG52   | ۵ آوریل ۲۰۰۰    |
| ۱۱۸۵۸۳ | 2000 GU54   | ۵ آوریل ۲۰۰۰    |
| ۱۱۸۵۸۴ | 2000 GE58   | ۵ آوریل ۲۰۰۰    |
| ۱۱۸۵۸۵ | 2000 GR60   | ۵ آوریل ۲۰۰۰    |
| ۱۱۸۵۸۶ | 2000 GK65   | ۵ آوریل ۲۰۰۰    |
| ۱۱۸۵۸۷ | 2000 GM68   | ۵ آوریل ۲۰۰۰    |
| ۱۱۸۵۸۸ | 2000 GL69   | ۵ آوریل ۲۰۰۰    |
| ۱۱۸۵۸۹ | 2000 GA71   | ۵ آوریل ۲۰۰۰    |
| ۱۱۸۵۹۰ | 2000 GR72   | ۵ آوریل ۲۰۰۰    |
| ۱۱۸۵۹۱ | 2000 GD76   | ۵ آوریل ۲۰۰۰    |
| ۱۱۸۵۹۲ | 2000 GF76   | ۵ آوریل ۲۰۰۰    |
| ۱۱۸۵۹۳ | 2000 GQ76   | ۵ آوریل ۲۰۰۰    |
| ۱۱۸۵۹۴ | 2000 GZ89   | ۴ آوریل ۲۰۰۰    |
| ۱۱۸۵۹۵ | 2000 GZ91   | ۴ آوریل ۲۰۰۰    |
| ۱۱۸۵۹۶ | 2000 GD93   | ۵ آوریل ۲۰۰۰    |
| ۱۱۸۵۹۷ | 2000 GE97   | ۷ آوریل ۲۰۰۰    |
| ۱۱۸۵۹۸ | 2000 GK101  | ۷ آوریل ۲۰۰۰    |
| ۱۱۸۵۹۹ | 2000 GZ103  | ۷ آوریل ۲۰۰۰    |
| ۱۱۸۶۰۰ | 2000 GD106  | ۷ آوریل ۲۰۰۰    |
| ۱۱۸۶۰۱ | 2000 GJ107  | ۷ آوریل ۲۰۰۰    |
| ۱۱۸۶۰۲ | 2000 GQ111  | ۳ آوریل ۲۰۰۰    |
| ۱۱۸۶۰۳ | 2000 GU111  | ۳ آوریل ۲۰۰۰    |
| ۱۱۸۶۰۴ | 2000 GL114  | ۷ آوریل ۲۰۰۰    |
| ۱۱۸۶۰۵ | 2000 GR116  | ۲ آوریل ۲۰۰۰    |
| ۱۱۸۶۰۶ | 2000 GG120  | ۵ آوریل ۲۰۰۰    |
| ۱۱۸۶۰۷ | 2000 GG130  | ۵ آوریل ۲۰۰۰    |
| ۱۱۸۶۰۸ | 2000 GQ134  | ۸ آوریل ۲۰۰۰    |
| ۱۱۸۶۰۹ | 2000 GZ137  | ۴ آوریل ۲۰۰۰    |
| ۱۱۸۶۱۰ | 2000 GC143  | ۷ آوریل ۲۰۰۰    |
| ۱۱۸۶۱۱ | 2000 GG143  | ۷ آوریل ۲۰۰۰    |
| ۱۱۸۶۱۲ | 2000 GU143  | ۷ آوریل ۲۰۰۰    |
| ۱۱۸۶۱۳ | 2000 GE150  | ۵ آوریل ۲۰۰۰    |
| ۱۱۸۶۱۴ | 2000 GZ150  | ۵ آوریل ۲۰۰۰    |
| ۱۱۸۶۱۵ | 2000 GT159  | ۷ آوریل ۲۰۰۰    |
| ۱۱۸۶۱۶ | 2000 GV159  | ۷ آوریل ۲۰۰۰    |
| ۱۱۸۶۱۷ | 2000 GP162  | ۸ آوریل ۲۰۰۰    |
| ۱۱۸۶۱۸ | 2000 HB8    | ۲۷ آوریل ۲۰۰۰   |
| ۱۱۸۶۱۹ | 2000 HR9    | ۲۷ آوریل ۲۰۰۰   |
| ۱۱۸۶۲۰ | 2000 HR13   | ۲۸ آوریل ۲۰۰۰   |
| ۱۱۸۶۲۱ | 2000 HK16   | ۲۴ آوریل ۲۰۰۰   |
| ۱۱۸۶۲۲ | 2000 HZ19   | ۲۷ آوریل ۲۰۰۰   |
| ۱۱۸۶۲۳ | 2000 HJ22   | ۲۹ آوریل ۲۰۰۰   |
| ۱۱۸۶۲۴ | 2000 HR24   | ۲۴ آوریل ۲۰۰۰   |
| ۱۱۸۶۲۵ | 2000 HF28   | ۲۸ آوریل ۲۰۰۰   |
| ۱۱۸۶۲۶ | 2000 HJ29   | ۲۸ آوریل ۲۰۰۰   |
| ۱۱۸۶۲۷ | 2000 HE36   | ۲۸ آوریل ۲۰۰۰   |
| ۱۱۸۶۲۸ | 2000 HW40   | ۲۸ آوریل ۲۰۰۰   |
| ۱۱۸۶۲۹ | 2000 HC42   | ۲۹ آوریل ۲۰۰۰   |
| ۱۱۸۶۳۰ | 2000 HA47   | ۲۹ آوریل ۲۰۰۰   |
| ۱۱۸۶۳۱ | 2000 HB48   | ۲۹ آوریل ۲۰۰۰   |
| ۱۱۸۶۳۲ | 2000 HR48   | ۲۹ آوریل ۲۰۰۰   |
| ۱۱۸۶۳۳ | 2000 HM57   | ۲۴ آوریل ۲۰۰۰   |
| ۱۱۸۶۳۴ | 2000 HA58   | ۲۴ آوریل ۲۰۰۰   |
| ۱۱۸۶۳۵ | 2000 HE60   | ۲۵ آوریل ۲۰۰۰   |
| ۱۱۸۶۳۶ | 2000 HW64   | ۲۶ آوریل ۲۰۰۰   |
| ۱۱۸۶۳۷ | 2000 HD66   | ۲۶ آوریل ۲۰۰۰   |
| ۱۱۸۶۳۸ | 2000 HR71   | ۲۵ آوریل ۲۰۰۰   |
| ۱۱۸۶۳۹ | 2000 HM73   | ۲۷ آوریل ۲۰۰۰   |
| ۱۱۸۶۴۰ | 2000 HP94   | ۲۹ آوریل ۲۰۰۰   |
| ۱۱۸۶۴۱ | 2000 HU95   | ۲۸ آوریل ۲۰۰۰   |
| ۱۱۸۶۴۲ | 2000 HG102  | ۲۵ آوریل ۲۰۰۰   |
| ۱۱۸۶۴۳ | 2000 JR1    | ۱ مه ۲۰۰۰       |
| ۱۱۸۶۴۴ | 2000 JR5    | ۱ مه ۲۰۰۰       |
| ۱۱۸۶۴۵ | 2000 JC14   | ۶ مه ۲۰۰۰       |
| ۱۱۸۶۴۶ | 2000 JL26   | ۷ مه ۲۰۰۰       |
| ۱۱۸۶۴۷ | 2000 JX29   | ۷ مه ۲۰۰۰       |
| ۱۱۸۶۴۸ | 2000 JF31   | ۷ مه ۲۰۰۰       |
| ۱۱۸۶۴۹ | 2000 JM32   | ۷ مه ۲۰۰۰       |
| ۱۱۸۶۵۰ | 2000 JQ33   | ۷ مه ۲۰۰۰       |
| ۱۱۸۶۵۱ | 2000 JV33   | ۷ مه ۲۰۰۰       |
| ۱۱۸۶۵۲ | 2000 JM36   | ۷ مه ۲۰۰۰       |
| ۱۱۸۶۵۳ | 2000 JU36   | ۷ مه ۲۰۰۰       |
| ۱۱۸۶۵۴ | 2000 JE38   | ۷ مه ۲۰۰۰       |
| ۱۱۸۶۵۵ | 2000 JB40   | ۷ مه ۲۰۰۰       |
| ۱۱۸۶۵۶ | 2000 JR40   | ۵ مه ۲۰۰۰       |
| ۱۱۸۶۵۷ | 2000 JA57   | ۶ مه ۲۰۰۰       |
| ۱۱۸۶۵۸ | 2000 JO58   | ۶ مه ۲۰۰۰       |
| ۱۱۸۶۵۹ | 2000 JH77   | ۷ مه ۲۰۰۰       |
| ۱۱۸۶۶۰ | 2000 JK77   | ۷ مه ۲۰۰۰       |
| ۱۱۸۶۶۱ | 2000 KL6    | ۲۷ مه ۲۰۰۰      |
| ۱۱۸۶۶۲ | 2000 KD11   | ۲۸ مه ۲۰۰۰      |
| ۱۱۸۶۶۳ | 2000 KK11   | ۲۸ مه ۲۰۰۰      |
| ۱۱۸۶۶۴ | 2000 KP15   | ۲۸ مه ۲۰۰۰      |
| ۱۱۸۶۶۵ | 2000 KE34   | ۲۷ مه ۲۰۰۰      |
| ۱۱۸۶۶۶ | 2000 KZ34   | ۲۷ مه ۲۰۰۰      |
| ۱۱۸۶۶۷ | 2000 KA40   | ۲۵ مه ۲۰۰۰      |
| ۱۱۸۶۶۸ | 2000 KS43   | ۳۱ مه ۲۰۰۰      |
| ۱۱۸۶۶۹ | 2000 KO54   | ۲۷ مه ۲۰۰۰      |
| ۱۱۸۶۷۰ | 2000 KP55   | ۲۷ مه ۲۰۰۰      |
| ۱۱۸۶۷۱ | 2000 KL63   | ۲۶ مه ۲۰۰۰      |
| ۱۱۸۶۷۲ | 2000 KS63   | ۲۶ مه ۲۰۰۰      |
| ۱۱۸۶۷۳ | 2000 KU68   | ۲۹ مه ۲۰۰۰      |
| ۱۱۸۶۷۴ | 2000 KD78   | ۲۷ مه ۲۰۰۰      |
| ۱۱۸۶۷۵ | 2000 KW81   | ۲۴ مه ۲۰۰۰      |
| ۱۱۸۶۷۶ | 2000 LS17   | ۷ ژوئن ۲۰۰۰     |
| ۱۱۸۶۷۷ | 2000 LG19   | ۸ ژوئن ۲۰۰۰     |
| ۱۱۸۶۷۸ | 2000 LH22   | ۶ ژوئن ۲۰۰۰     |
| ۱۱۸۶۷۹ | 2000 LE35   | ۱ ژوئن ۲۰۰۰     |
| ۱۱۸۶۸۰ | 2000 LQ35   | ۱ ژوئن ۲۰۰۰     |
| ۱۱۸۶۸۱ | 2000 NJ1    | ۳ ژوئیه ۲۰۰۰    |
| ۱۱۸۶۸۲ | 2000 NJ3    | ۷ ژوئیه ۲۰۰۰    |
| ۱۱۸۶۸۳ | 2000 NE11   | ۱۲ ژوئیه ۲۰۰۰   |
| ۱۱۸۶۸۴ | 2000 NX14   | ۵ ژوئیه ۲۰۰۰    |
| ۱۱۸۶۸۵ | 2000 NV15   | ۵ ژوئیه ۲۰۰۰    |
| ۱۱۸۶۸۶ | 2000 NA20   | ۵ ژوئیه ۲۰۰۰    |
| ۱۱۸۶۸۷ | 2000 NF22   | ۷ ژوئیه ۲۰۰۰    |
| ۱۱۸۶۸۸ | 2000 NJ22   | ۷ ژوئیه ۲۰۰۰    |
| ۱۱۸۶۸۹ | 2000 NG23   | ۵ ژوئیه ۲۰۰۰    |
| ۱۱۸۶۹۰ | 2000 OO20   | ۳۰ ژوئیه ۲۰۰۰   |
| ۱۱۸۶۹۱ | 2000 OJ23   | ۲۳ ژوئیه ۲۰۰۰   |
| ۱۱۸۶۹۲ | 2000 OS28   | ۳۰ ژوئیه ۲۰۰۰   |
| ۱۱۸۶۹۳ | 2000 OL31   | ۳۰ ژوئیه ۲۰۰۰   |
| ۱۱۸۶۹۴ | 2000 OG42   | ۳۰ ژوئیه ۲۰۰۰   |
| ۱۱۸۶۹۵ | 2000 OW44   | ۳۰ ژوئیه ۲۰۰۰   |
| ۱۱۸۶۹۶ | 2000 OA46   | ۳۰ ژوئیه ۲۰۰۰   |
| ۱۱۸۶۹۷ | 2000 OL47   | ۳۱ ژوئیه ۲۰۰۰   |
| ۱۱۸۶۹۸ | 2000 OY51   | ۲۸ ژوئیه ۲۰۰۰   |
| ۱۱۸۶۹۹ | 2000 OK53   | ۳۰ ژوئیه ۲۰۰۰   |
| ۱۱۸۷۰۰ | 2000 OQ53   | ۳۰ ژوئیه ۲۰۰۰   |
| ۱۱۸۷۰۱ | 2000 OW59   | ۲۹ ژوئیه ۲۰۰۰   |
| ۱۱۸۷۰۲ | 2000 OM67   | ۳۱ ژوئیه ۲۰۰۰   |
| ۱۱۸۷۰۳ | 2000 PJ8    | ۴ اوت ۲۰۰۰      |
| ۱۱۸۷۰۴ | 2000 PK10   | ۱ اوت ۲۰۰۰      |
| ۱۱۸۷۰۵ | 2000 PJ16   | ۱ اوت ۲۰۰۰      |
| ۱۱۸۷۰۶ | 2000 PL17   | ۱ اوت ۲۰۰۰      |
| ۱۱۸۷۰۷ | 2000 PC20   | ۱ اوت ۲۰۰۰      |
| ۱۱۸۷۰۸ | 2000 PO21   | ۱ اوت ۲۰۰۰      |
| ۱۱۸۷۰۹ | 2000 QS5    | ۲۴ اوت ۲۰۰۰     |
| ۱۱۸۷۱۰ | 2000 QN12   | ۲۴ اوت ۲۰۰۰     |
| ۱۱۸۷۱۱ | 2000 QT15   | ۲۴ اوت ۲۰۰۰     |
| ۱۱۸۷۱۲ | 2000 QU16   | ۲۴ اوت ۲۰۰۰     |
| ۱۱۸۷۱۳ | 2000 QY22   | ۲۵ اوت ۲۰۰۰     |
| ۱۱۸۷۱۴ | 2000 QF27   | ۲۴ اوت ۲۰۰۰     |
| ۱۱۸۷۱۵ | 2000 QW35   | ۲۴ اوت ۲۰۰۰     |
| ۱۱۸۷۱۶ | 2000 QR46   | ۲۴ اوت ۲۰۰۰     |
| ۱۱۸۷۱۷ | 2000 QK48   | ۲۴ اوت ۲۰۰۰     |
| ۱۱۸۷۱۸ | 2000 QT49   | ۲۴ اوت ۲۰۰۰     |
| ۱۱۸۷۱۹ | 2000 QK55   | ۲۵ اوت ۲۰۰۰     |
| ۱۱۸۷۲۰ | 2000 QB58   | ۲۶ اوت ۲۰۰۰     |
| ۱۱۸۷۲۱ | 2000 QM63   | ۲۸ اوت ۲۰۰۰     |
| ۱۱۸۷۲۲ | 2000 QV64   | ۲۸ اوت ۲۰۰۰     |
| ۱۱۸۷۲۳ | 2000 QC79   | ۲۴ اوت ۲۰۰۰     |
| ۱۱۸۷۲۴ | 2000 QF79   | ۲۴ اوت ۲۰۰۰     |
| ۱۱۸۷۲۵ | 2000 QD82   | ۲۴ اوت ۲۰۰۰     |
| ۱۱۸۷۲۶ | 2000 QO85   | ۲۵ اوت ۲۰۰۰     |
| ۱۱۸۷۲۷ | 2000 QS89   | ۲۵ اوت ۲۰۰۰     |
| ۱۱۸۷۲۸ | 2000 QN93   | ۲۶ اوت ۲۰۰۰     |
| ۱۱۸۷۲۹ | 2000 QC95   | ۲۶ اوت ۲۰۰۰     |
| ۱۱۸۷۳۰ | 2000 QL100  | ۲۸ اوت ۲۰۰۰     |
| ۱۱۸۷۳۱ | 2000 QX115  | ۲۶ اوت ۲۰۰۰     |
| ۱۱۸۷۳۲ | 2000 QY123  | ۲۵ اوت ۲۰۰۰     |
| ۱۱۸۷۳۳ | 2000 QN125  | ۳۱ اوت ۲۰۰۰     |
| ۱۱۸۷۳۴ | 2000 QO126  | ۳۱ اوت ۲۰۰۰     |
| ۱۱۸۷۳۵ | 2000 QM129  | ۳۰ اوت ۲۰۰۰     |
| ۱۱۸۷۳۶ | 2000 QF132  | ۲۶ اوت ۲۰۰۰     |
| ۱۱۸۷۳۷ | 2000 QZ132  | ۲۶ اوت ۲۰۰۰     |
| ۱۱۸۷۳۸ | 2000 QF134  | ۲۶ اوت ۲۰۰۰     |
| ۱۱۸۷۳۹ | 2000 QO135  | ۲۶ اوت ۲۰۰۰     |
| ۱۱۸۷۴۰ | 2000 QN137  | ۳۱ اوت ۲۰۰۰     |
| ۱۱۸۷۴۱ | 2000 QH141  | ۳۱ اوت ۲۰۰۰     |
| ۱۱۸۷۴۲ | 2000 QA145  | ۳۱ اوت ۲۰۰۰     |
| ۱۱۸۷۴۳ | 2000 QV146  | ۳۱ اوت ۲۰۰۰     |
| ۱۱۸۷۴۴ | 2000 QA155  | ۳۱ اوت ۲۰۰۰     |
| ۱۱۸۷۴۵ | 2000 QU155  | ۳۱ اوت ۲۰۰۰     |
| ۱۱۸۷۴۶ | 2000 QS156  | ۳۱ اوت ۲۰۰۰     |
| ۱۱۸۷۴۷ | 2000 QB162  | ۳۱ اوت ۲۰۰۰     |
| ۱۱۸۷۴۸ | 2000 QE164  | ۳۱ اوت ۲۰۰۰     |
| ۱۱۸۷۴۹ | 2000 QD171  | ۳۱ اوت ۲۰۰۰     |
| ۱۱۸۷۵۰ | 2000 QY171  | ۳۱ اوت ۲۰۰۰     |
| ۱۱۸۷۵۱ | 2000 QW178  | ۳۱ اوت ۲۰۰۰     |
| ۱۱۸۷۵۲ | 2000 QQ186  | ۲۶ اوت ۲۰۰۰     |
| ۱۱۸۷۵۳ | 2000 QP188  | ۲۶ اوت ۲۰۰۰     |
| ۱۱۸۷۵۴ | 2000 QA192  | ۲۶ اوت ۲۰۰۰     |
| ۱۱۸۷۵۵ | 2000 QT198  | ۲۹ اوت ۲۰۰۰     |
| ۱۱۸۷۵۶ | 2000 QK200  | ۲۹ اوت ۲۰۰۰     |
| ۱۱۸۷۵۷ | 2000 QE207  | ۳۱ اوت ۲۰۰۰     |
| ۱۱۸۷۵۸ | 2000 QZ207  | ۳۱ اوت ۲۰۰۰     |
| ۱۱۸۷۵۹ | 2000 QR213  | ۳۱ اوت ۲۰۰۰     |
| ۱۱۸۷۶۰ | 2000 QU213  | ۳۱ اوت ۲۰۰۰     |
| ۱۱۸۷۶۱ | 2000 QB220  | ۲۱ اوت ۲۰۰۰     |
| ۱۱۸۷۶۲ | 2000 QM222  | ۲۱ اوت ۲۰۰۰     |
| ۱۱۸۷۶۳ | 2000 QU222  | ۲۱ اوت ۲۰۰۰     |
| ۱۱۸۷۶۴ | 2000 QC224  | ۲۶ اوت ۲۰۰۰     |
| ۱۱۸۷۶۵ | 2000 QB225  | ۲۹ اوت ۲۰۰۰     |
| ۱۱۸۷۶۶ | 2000 QQ229  | ۳۱ اوت ۲۰۰۰     |
| ۱۱۸۷۶۷ | 2000 QG230  | ۳۱ اوت ۲۰۰۰     |
| ۱۱۸۷۶۸ | 2000 QY233  | ۲۵ اوت ۲۰۰۰     |
| ۱۱۸۷۶۹ | 2000 QJ249  | ۲۸ اوت ۲۰۰۰     |
| ۱۱۸۷۷۰ | 2000 RY4    | ۱ سپتامبر ۲۰۰۰  |
| ۱۱۸۷۷۱ | 2000 RY18   | ۱ سپتامبر ۲۰۰۰  |
| ۱۱۸۷۷۲ | 2000 RL20   | ۱ سپتامبر ۲۰۰۰  |
| ۱۱۸۷۷۳ | 2000 RH34   | ۱ سپتامبر ۲۰۰۰  |
| ۱۱۸۷۷۴ | 2000 RH35   | ۱ سپتامبر ۲۰۰۰  |
| ۱۱۸۷۷۵ | 2000 RR37   | ۳ سپتامبر ۲۰۰۰  |
| ۱۱۸۷۷۶ | 2000 RB58   | ۷ سپتامبر ۲۰۰۰  |
| ۱۱۸۷۷۷ | 2000 RW59   | ۷ سپتامبر ۲۰۰۰  |
| ۱۱۸۷۷۸ | 2000 RW62   | ۲ سپتامبر ۲۰۰۰  |
| ۱۱۸۷۷۹ | 2000 RJ68   | ۲ سپتامبر ۲۰۰۰  |
| ۱۱۸۷۸۰ | 2000 RM79   | ۱ سپتامبر ۲۰۰۰  |
| ۱۱۸۷۸۱ | 2000 RN79   | ۱ سپتامبر ۲۰۰۰  |
| ۱۱۸۷۸۲ | 2000 RP80   | ۱ سپتامبر ۲۰۰۰  |
| ۱۱۸۷۸۳ | 2000 RJ81   | ۱ سپتامبر ۲۰۰۰  |
| ۱۱۸۷۸۴ | 2000 RX85   | ۲ سپتامبر ۲۰۰۰  |
| ۱۱۸۷۸۵ | 2000 RJ90   | ۳ سپتامبر ۲۰۰۰  |
| ۱۱۸۷۸۶ | 2000 RJ98   | ۵ سپتامبر ۲۰۰۰  |
| ۱۱۸۷۸۷ | 2000 RA99   | ۵ سپتامبر ۲۰۰۰  |
| ۱۱۸۷۸۸ | 2000 RN99   | ۵ سپتامبر ۲۰۰۰  |
| ۱۱۸۷۸۹ | 2000 RM101  | ۵ سپتامبر ۲۰۰۰  |
| ۱۱۸۷۹۰ | 2000 RD104  | ۶ سپتامبر ۲۰۰۰  |
| ۱۱۸۷۹۱ | 2000 SP6    | ۲۱ سپتامبر ۲۰۰۰ |
| ۱۱۸۷۹۲ | 2000 SZ14   | ۲۳ سپتامبر ۲۰۰۰ |
| ۱۱۸۷۹۳ | 2000 SV26   | ۲۳ سپتامبر ۲۰۰۰ |
| ۱۱۸۷۹۴ | 2000 SJ28   | ۲۳ سپتامبر ۲۰۰۰ |
| ۱۱۸۷۹۵ | 2000 SO29   | ۲۴ سپتامبر ۲۰۰۰ |
| ۱۱۸۷۹۶ | 2000 SE30   | ۲۴ سپتامبر ۲۰۰۰ |
| ۱۱۸۷۹۷ | 2000 SU31   | ۲۴ سپتامبر ۲۰۰۰ |
| ۱۱۸۷۹۸ | 2000 SR32   | ۲۴ سپتامبر ۲۰۰۰ |
| ۱۱۸۷۹۹ | 2000 SQ35   | ۲۴ سپتامبر ۲۰۰۰ |
| ۱۱۸۸۰۰ | 2000 SC41   | ۲۴ سپتامبر ۲۰۰۰ |
| ۱۱۸۸۰۱ | 2000 SY43   | ۲۳ سپتامبر ۲۰۰۰ |
| ۱۱۸۸۰۲ | 2000 SG47   | ۲۳ سپتامبر ۲۰۰۰ |
| ۱۱۸۸۰۳ | 2000 SC48   | ۲۳ سپتامبر ۲۰۰۰ |
| ۱۱۸۸۰۴ | 2000 SN54   | ۲۴ سپتامبر ۲۰۰۰ |
| ۱۱۸۸۰۵ | 2000 SB56   | ۲۴ سپتامبر ۲۰۰۰ |
| ۱۱۸۸۰۶ | 2000 SO57   | ۲۴ سپتامبر ۲۰۰۰ |
| ۱۱۸۸۰۷ | 2000 SC58   | ۲۴ سپتامبر ۲۰۰۰ |
| ۱۱۸۸۰۸ | 2000 SZ59   | ۲۴ سپتامبر ۲۰۰۰ |
| ۱۱۸۸۰۹ | 2000 SE65   | ۲۴ سپتامبر ۲۰۰۰ |
| ۱۱۸۸۱۰ | 2000 SD69   | ۲۴ سپتامبر ۲۰۰۰ |
| ۱۱۸۸۱۱ | 2000 SS73   | ۲۴ سپتامبر ۲۰۰۰ |
| ۱۱۸۸۱۲ | 2000 SG80   | ۲۴ سپتامبر ۲۰۰۰ |
| ۱۱۸۸۱۳ | 2000 ST80   | ۲۴ سپتامبر ۲۰۰۰ |
| ۱۱۸۸۱۴ | 2000 SB97   | ۲۳ سپتامبر ۲۰۰۰ |
| ۱۱۸۸۱۵ | 2000 SM108  | ۲۴ سپتامبر ۲۰۰۰ |
| ۱۱۸۸۱۶ | 2000 SA109  | ۲۴ سپتامبر ۲۰۰۰ |
| ۱۱۸۸۱۷ | 2000 SC119  | ۲۴ سپتامبر ۲۰۰۰ |
| ۱۱۸۸۱۸ | 2000 SJ119  | ۲۴ سپتامبر ۲۰۰۰ |
| ۱۱۸۸۱۹ | 2000 SW129  | ۲۲ سپتامبر ۲۰۰۰ |
| ۱۱۸۸۲۰ | 2000 SO131  | ۲۲ سپتامبر ۲۰۰۰ |
| ۱۱۸۸۲۱ | 2000 SM137  | ۲۳ سپتامبر ۲۰۰۰ |
| ۱۱۸۸۲۲ | 2000 SP137  | ۲۳ سپتامبر ۲۰۰۰ |
| ۱۱۸۸۲۳ | 2000 SH139  | ۲۳ سپتامبر ۲۰۰۰ |
| ۱۱۸۸۲۴ | 2000 SY142  | ۲۳ سپتامبر ۲۰۰۰ |
| ۱۱۸۸۲۵ | 2000 SY153  | ۲۴ سپتامبر ۲۰۰۰ |
| ۱۱۸۸۲۶ | 2000 SV154  | ۲۴ سپتامبر ۲۰۰۰ |
| ۱۱۸۸۲۷ | 2000 SY159  | ۲۲ سپتامبر ۲۰۰۰ |
| ۱۱۸۸۲۸ | 2000 SF163  | ۲۹ سپتامبر ۲۰۰۰ |
| ۱۱۸۸۲۹ | 2000 SJ163  | ۳۰ سپتامبر ۲۰۰۰ |
| ۱۱۸۸۳۰ | 2000 SS169  | ۲۴ سپتامبر ۲۰۰۰ |
| ۱۱۸۸۳۱ | 2000 SX171  | ۲۷ سپتامبر ۲۰۰۰ |
| ۱۱۸۸۳۲ | 2000 SF174  | ۲۸ سپتامبر ۲۰۰۰ |
| ۱۱۸۸۳۳ | 2000 SL180  | ۲۸ سپتامبر ۲۰۰۰ |
| ۱۱۸۸۳۴ | 2000 SY186  | ۲۱ سپتامبر ۲۰۰۰ |
| ۱۱۸۸۳۵ | 2000 SM190  | ۲۳ سپتامبر ۲۰۰۰ |
| ۱۱۸۸۳۶ | 2000 SP197  | ۲۴ سپتامبر ۲۰۰۰ |
| ۱۱۸۸۳۷ | 2000 SQ202  | ۲۴ سپتامبر ۲۰۰۰ |
| ۱۱۸۸۳۸ | 2000 SO205  | ۲۴ سپتامبر ۲۰۰۰ |
| ۱۱۸۸۳۹ | 2000 SA208  | ۲۴ سپتامبر ۲۰۰۰ |
| ۱۱۸۸۴۰ | 2000 SM213  | ۲۵ سپتامبر ۲۰۰۰ |
| ۱۱۸۸۴۱ | 2000 SR228  | ۲۸ سپتامبر ۲۰۰۰ |
| ۱۱۸۸۴۲ | 2000 SN229  | ۲۸ سپتامبر ۲۰۰۰ |
| ۱۱۸۸۴۳ | 2000 SW239  | ۲۸ سپتامبر ۲۰۰۰ |
| ۱۱۸۸۴۴ | 2000 ST242  | ۲۴ سپتامبر ۲۰۰۰ |
| ۱۱۸۸۴۵ | 2000 SP245  | ۲۴ سپتامبر ۲۰۰۰ |
| ۱۱۸۸۴۶ | 2000 SU245  | ۲۴ سپتامبر ۲۰۰۰ |
| ۱۱۸۸۴۷ | 2000 SF248  | ۲۴ سپتامبر ۲۰۰۰ |
| ۱۱۸۸۴۸ | 2000 SZ248  | ۲۴ سپتامبر ۲۰۰۰ |
| ۱۱۸۸۴۹ | 2000 SJ254  | ۲۴ سپتامبر ۲۰۰۰ |
| ۱۱۸۸۵۰ | 2000 SL257  | ۲۴ سپتامبر ۲۰۰۰ |
| ۱۱۸۸۵۱ | 2000 SX270  | ۲۷ سپتامبر ۲۰۰۰ |
| ۱۱۸۸۵۲ | 2000 SV276  | ۳۰ سپتامبر ۲۰۰۰ |
| ۱۱۸۸۵۳ | 2000 SZ286  | ۲۶ سپتامبر ۲۰۰۰ |
| ۱۱۸۸۵۴ | 2000 ST289  | ۲۷ سپتامبر ۲۰۰۰ |
| ۱۱۸۸۵۵ | 2000 SC298  | ۲۸ سپتامبر ۲۰۰۰ |
| ۱۱۸۸۵۶ | 2000 SS299  | ۲۸ سپتامبر ۲۰۰۰ |
| ۱۱۸۸۵۷ | 2000 SZ309  | ۲۶ سپتامبر ۲۰۰۰ |
| ۱۱۸۸۵۸ | 2000 SM311  | ۲۷ سپتامبر ۲۰۰۰ |
| ۱۱۸۸۵۹ | 2000 SO316  | ۳۰ سپتامبر ۲۰۰۰ |
| ۱۱۸۸۶۰ | 2000 SW318  | ۲۶ سپتامبر ۲۰۰۰ |
| ۱۱۸۸۶۱ | 2000 SM319  | ۲۶ سپتامبر ۲۰۰۰ |
| ۱۱۸۸۶۲ | 2000 SK343  | ۲۳ سپتامبر ۲۰۰۰ |
| ۱۱۸۸۶۳ | 2000 SK349  | ۳۰ سپتامبر ۲۰۰۰ |
| ۱۱۸۸۶۴ | 2000 SQ351  | ۲۹ سپتامبر ۲۰۰۰ |
| ۱۱۸۸۶۵ | 2000 SP354  | ۲۹ سپتامبر ۲۰۰۰ |
| ۱۱۸۸۶۶ | 2000 SS354  | ۲۹ سپتامبر ۲۰۰۰ |
| ۱۱۸۸۶۷ | 2000 SB355  | ۲۹ سپتامبر ۲۰۰۰ |
| ۱۱۸۸۶۸ | 2000 ST360  | ۲۱ سپتامبر ۲۰۰۰ |
| ۱۱۸۸۶۹ | 2000 SS362  | ۲۰ سپتامبر ۲۰۰۰ |
| ۱۱۸۸۷۰ | 2000 TE8    | ۱ اکتبر ۲۰۰۰    |
| ۱۱۸۸۷۱ | 2000 TZ12   | ۱ اکتبر ۲۰۰۰    |
| ۱۱۸۸۷۲ | 2000 TW13   | ۱ اکتبر ۲۰۰۰    |
| ۱۱۸۸۷۳ | 2000 TY14   | ۱ اکتبر ۲۰۰۰    |
| ۱۱۸۸۷۴ | 2000 TK28   | ۳ اکتبر ۲۰۰۰    |
| ۱۱۸۸۷۵ | 2000 TD29   | ۳ اکتبر ۲۰۰۰    |
| ۱۱۸۸۷۶ | 2000 TB41   | ۱ اکتبر ۲۰۰۰    |
| ۱۱۸۸۷۷ | 2000 TM44   | ۱ اکتبر ۲۰۰۰    |
| ۱۱۸۸۷۸ | 2000 TT49   | ۱ اکتبر ۲۰۰۰    |
| ۱۱۸۸۷۹ | 2000 TT54   | ۱ اکتبر ۲۰۰۰    |
| ۱۱۸۸۸۰ | 2000 TJ57   | ۲ اکتبر ۲۰۰۰    |
| ۱۱۸۸۸۱ | 2000 TK57   | ۲ اکتبر ۲۰۰۰    |
| ۱۱۸۸۸۲ | 2000 TL59   | ۲ اکتبر ۲۰۰۰    |
| ۱۱۸۸۸۳ | 2000 US4    | ۲۴ اکتبر ۲۰۰۰   |
| ۱۱۸۸۸۴ | 2000 UN12   | ۲۴ اکتبر ۲۰۰۰   |
| ۱۱۸۸۸۵ | 2000 UZ23   | ۲۴ اکتبر ۲۰۰۰   |
| ۱۱۸۸۸۶ | 2000 UL27   | ۲۴ اکتبر ۲۰۰۰   |
| ۱۱۸۸۸۷ | 2000 UH35   | ۲۴ اکتبر ۲۰۰۰   |
| ۱۱۸۸۸۸ | 2000 UX35   | ۲۴ اکتبر ۲۰۰۰   |
| ۱۱۸۸۸۹ | 2000 UJ38   | ۲۴ اکتبر ۲۰۰۰   |
| ۱۱۸۸۹۰ | 2000 UM41   | ۲۴ اکتبر ۲۰۰۰   |
| ۱۱۸۸۹۱ | 2000 UA44   | ۲۴ اکتبر ۲۰۰۰   |
| ۱۱۸۸۹۲ | 2000 UE44   | ۲۴ اکتبر ۲۰۰۰   |
| ۱۱۸۸۹۳ | 2000 UU46   | ۲۴ اکتبر ۲۰۰۰   |
| ۱۱۸۸۹۴ | 2000 UW46   | ۲۴ اکتبر ۲۰۰۰   |
| ۱۱۸۸۹۵ | 2000 UO53   | ۲۴ اکتبر ۲۰۰۰   |
| ۱۱۸۸۹۶ | 2000 UQ59   | ۲۵ اکتبر ۲۰۰۰   |
| ۱۱۸۸۹۷ | 2000 UR60   | ۲۵ اکتبر ۲۰۰۰   |
| ۱۱۸۸۹۸ | 2000 UV62   | ۲۵ اکتبر ۲۰۰۰   |
| ۱۱۸۸۹۹ | 2000 UF66   | ۲۵ اکتبر ۲۰۰۰   |
| ۱۱۸۹۰۰ | 2000 UA67   | ۲۵ اکتبر ۲۰۰۰   |
| ۱۱۸۹۰۱ | 2000 UH67   | ۲۵ اکتبر ۲۰۰۰   |
| ۱۱۸۹۰۲ | 2000 UU67   | ۲۵ اکتبر ۲۰۰۰   |
| ۱۱۸۹۰۳ | 2000 US72   | ۲۵ اکتبر ۲۰۰۰   |
| ۱۱۸۹۰۴ | 2000 UT86   | ۳۱ اکتبر ۲۰۰۰   |
| ۱۱۸۹۰۵ | 2000 UM87   | ۳۱ اکتبر ۲۰۰۰   |
| ۱۱۸۹۰۶ | 2000 UE93   | ۲۵ اکتبر ۲۰۰۰   |
| ۱۱۸۹۰۷ | 2000 UJ95   | ۲۵ اکتبر ۲۰۰۰   |
| ۱۱۸۹۰۸ | 2000 UA98   | ۲۵ اکتبر ۲۰۰۰   |
| ۱۱۸۹۰۹ | 2000 UE106  | ۳۰ اکتبر ۲۰۰۰   |
| ۱۱۸۹۱۰ | 2000 UR111  | ۲۹ اکتبر ۲۰۰۰   |
| ۱۱۸۹۱۱ | 2000 VL2    | ۱ نوامبر ۲۰۰۰   |
| ۱۱۸۹۱۲ | 2000 VN16   | ۱ نوامبر ۲۰۰۰   |
| ۱۱۸۹۱۳ | 2000 VM18   | ۱ نوامبر ۲۰۰۰   |
| ۱۱۸۹۱۴ | 2000 VV18   | ۱ نوامبر ۲۰۰۰   |
| ۱۱۸۹۱۵ | 2000 VM25   | ۱ نوامبر ۲۰۰۰   |
| ۱۱۸۹۱۶ | 2000 VR25   | ۱ نوامبر ۲۰۰۰   |
| ۱۱۸۹۱۷ | 2000 VU26   | ۱ نوامبر ۲۰۰۰   |
| ۱۱۸۹۱۸ | 2000 VY26   | ۱ نوامبر ۲۰۰۰   |
| ۱۱۸۹۱۹ | 2000 VR27   | ۱ نوامبر ۲۰۰۰   |
| ۱۱۸۹۲۰ | 2000 VH31   | ۱ نوامبر ۲۰۰۰   |
| ۱۱۸۹۲۱ | 2000 VP45   | ۲ نوامبر ۲۰۰۰   |
| ۱۱۸۹۲۲ | 2000 VE48   | ۲ نوامبر ۲۰۰۰   |
| ۱۱۸۹۲۳ | 2000 VM51   | ۳ نوامبر ۲۰۰۰   |
| ۱۱۸۹۲۴ | 2000 VG53   | ۳ نوامبر ۲۰۰۰   |
| ۱۱۸۹۲۵ | 2000 VH59   | ۶ نوامبر ۲۰۰۰   |
| ۱۱۸۹۲۶ | 2000 VT59   | ۱ نوامبر ۲۰۰۰   |
| ۱۱۸۹۲۷ | 2000 WQ2    | ۱۹ نوامبر ۲۰۰۰  |
| ۱۱۸۹۲۸ | 2000 WB3    | ۱۹ نوامبر ۲۰۰۰  |
| ۱۱۸۹۲۹ | 2000 WK5    | ۱۹ نوامبر ۲۰۰۰  |
| ۱۱۸۹۳۰ | 2000 WB8    | ۲۰ نوامبر ۲۰۰۰  |
| ۱۱۸۹۳۱ | 2000 WD21   | ۲۴ نوامبر ۲۰۰۰  |
| ۱۱۸۹۳۲ | 2000 WC24   | ۲۰ نوامبر ۲۰۰۰  |
| ۱۱۸۹۳۳ | 2000 WA27   | ۲۶ نوامبر ۲۰۰۰  |
| ۱۱۸۹۳۴ | 2000 WG31   | ۲۰ نوامبر ۲۰۰۰  |
| ۱۱۸۹۳۵ | 2000 WE42   | ۲۱ نوامبر ۲۰۰۰  |
| ۱۱۸۹۳۶ | 2000 WT43   | ۲۱ نوامبر ۲۰۰۰  |
| ۱۱۸۹۳۷ | 2000 WT46   | ۲۱ نوامبر ۲۰۰۰  |
| ۱۱۸۹۳۸ | 2000 WM47   | ۲۱ نوامبر ۲۰۰۰  |
| ۱۱۸۹۳۹ | 2000 WL51   | ۲۷ نوامبر ۲۰۰۰  |
| ۱۱۸۹۴۰ | 2000 WH58   | ۲۱ نوامبر ۲۰۰۰  |
| ۱۱۸۹۴۱ | 2000 WW60   | ۲۱ نوامبر ۲۰۰۰  |
| ۱۱۸۹۴۲ | 2000 WK62   | ۲۳ نوامبر ۲۰۰۰  |
| ۱۱۸۹۴۳ | 2000 WF67   | ۲۶ نوامبر ۲۰۰۰  |
| ۱۱۸۹۴۴ | 2000 WU67   | ۲۰ نوامبر ۲۰۰۰  |
| ۱۱۸۹۴۵ | Rikhill     | ۲۹ نوامبر ۲۰۰۰  |
| ۱۱۸۹۴۶ | 2000 WQ69   | ۱۹ نوامبر ۲۰۰۰  |
| ۱۱۸۹۴۷ | 2000 WV69   | ۱۹ نوامبر ۲۰۰۰  |
| ۱۱۸۹۴۸ | 2000 WN83   | ۲۰ نوامبر ۲۰۰۰  |
| ۱۱۸۹۴۹ | 2000 WM88   | ۲۰ نوامبر ۲۰۰۰  |
| ۱۱۸۹۵۰ | 2000 WG89   | ۲۱ نوامبر ۲۰۰۰  |
| ۱۱۸۹۵۱ | 2000 WU89   | ۲۱ نوامبر ۲۰۰۰  |
| ۱۱۸۹۵۲ | 2000 WA92   | ۲۱ نوامبر ۲۰۰۰  |
| ۱۱۸۹۵۳ | 2000 WN94   | ۲۱ نوامبر ۲۰۰۰  |
| ۱۱۸۹۵۴ | 2000 WR99   | ۲۱ نوامبر ۲۰۰۰  |
| ۱۱۸۹۵۵ | 2000 WU100  | ۲۱ نوامبر ۲۰۰۰  |
| ۱۱۸۹۵۶ | 2000 WA103  | ۲۶ نوامبر ۲۰۰۰  |
| ۱۱۸۹۵۷ | 2000 WE115  | ۲۰ نوامبر ۲۰۰۰  |
| ۱۱۸۹۵۸ | 2000 WR121  | ۲۶ نوامبر ۲۰۰۰  |
| ۱۱۸۹۵۹ | 2000 WO124  | ۱۹ نوامبر ۲۰۰۰  |
| ۱۱۸۹۶۰ | 2000 WQ124  | ۲۰ نوامبر ۲۰۰۰  |
| ۱۱۸۹۶۱ | 2000 WO125  | ۲۹ نوامبر ۲۰۰۰  |
| ۱۱۸۹۶۲ | 2000 WK129  | ۱۹ نوامبر ۲۰۰۰  |
| ۱۱۸۹۶۳ | 2000 WY132  | ۱۹ نوامبر ۲۰۰۰  |
| ۱۱۸۹۶۴ | 2000 WW133  | ۱۹ نوامبر ۲۰۰۰  |
| ۱۱۸۹۶۵ | 2000 WA138  | ۲۱ نوامبر ۲۰۰۰  |
| ۱۱۸۹۶۶ | 2000 WJ141  | ۱۹ نوامبر ۲۰۰۰  |
| ۱۱۸۹۶۷ | 2000 WL144  | ۲۱ نوامبر ۲۰۰۰  |
| ۱۱۸۹۶۸ | 2000 WP150  | ۱۹ نوامبر ۲۰۰۰  |
| ۱۱۸۹۶۹ | 2000 WC156  | ۳۰ نوامبر ۲۰۰۰  |
| ۱۱۸۹۷۰ | 2000 WE160  | ۲۰ نوامبر ۲۰۰۰  |
| ۱۱۸۹۷۱ | 2000 WR162  | ۲۰ نوامبر ۲۰۰۰  |
| ۱۱۸۹۷۲ | 2000 WV171  | ۲۵ نوامبر ۲۰۰۰  |
| ۱۱۸۹۷۳ | 2000 WD173  | ۲۵ نوامبر ۲۰۰۰  |
| ۱۱۸۹۷۴ | 2000 WU173  | ۲۶ نوامبر ۲۰۰۰  |
| ۱۱۸۹۷۵ | 2000 WB180  | ۲۷ نوامبر ۲۰۰۰  |
| ۱۱۸۹۷۶ | 2000 WL181  | ۳۰ نوامبر ۲۰۰۰  |
| ۱۱۸۹۷۷ | 2000 WQ183  | ۲۱ نوامبر ۲۰۰۰  |
| ۱۱۸۹۷۸ | 2000 WW196  | ۲۰ نوامبر ۲۰۰۰  |
| ۱۱۸۹۷۹ | 2000 XM6    | ۱ دسامبر ۲۰۰۰   |
| ۱۱۸۹۸۰ | 2000 XC11   | ۱ دسامبر ۲۰۰۰   |
| ۱۱۸۹۸۱ | 2000 XS13   | ۴ دسامبر ۲۰۰۰   |
| ۱۱۸۹۸۲ | 2000 XK14   | ۵ دسامبر ۲۰۰۰   |
| ۱۱۸۹۸۳ | 2000 XB19   | ۴ دسامبر ۲۰۰۰   |
| ۱۱۸۹۸۴ | 2000 XC21   | ۴ دسامبر ۲۰۰۰   |
| ۱۱۸۹۸۵ | 2000 XW26   | ۴ دسامبر ۲۰۰۰   |
| ۱۱۸۹۸۶ | 2000 XM30   | ۴ دسامبر ۲۰۰۰   |
| ۱۱۸۹۸۷ | 2000 XZ41   | ۵ دسامبر ۲۰۰۰   |
| ۱۱۸۹۸۸ | 2000 XS44   | ۵ دسامبر ۲۰۰۰   |
| ۱۱۸۹۸۹ | 2000 XO47   | ۴ دسامبر ۲۰۰۰   |
| ۱۱۸۹۹۰ | 2000 XW48   | ۴ دسامبر ۲۰۰۰   |
| ۱۱۸۹۹۱ | 2000 YC5    | ۱۹ دسامبر ۲۰۰۰  |
| ۱۱۸۹۹۲ | 2000 YW6    | ۲۰ دسامبر ۲۰۰۰  |
| ۱۱۸۹۹۳ | 2000 YL12   | ۲۲ دسامبر ۲۰۰۰  |
| ۱۱۸۹۹۴ | 2000 YS28   | ۲۸ دسامبر ۲۰۰۰  |
| ۱۱۸۹۹۵ | 2000 YH34   | ۲۸ دسامبر ۲۰۰۰  |
| ۱۱۸۹۹۶ | 2000 YF38   | ۳۰ دسامبر ۲۰۰۰  |
| ۱۱۸۹۹۷ | 2000 YU39   | ۳۰ دسامبر ۲۰۰۰  |
| ۱۱۸۹۹۸ | 2000 YC40   | ۳۰ دسامبر ۲۰۰۰  |
| ۱۱۸۹۹۹ | 2000 YJ51   | ۳۰ دسامبر ۲۰۰۰  |
| ۱۱۹۰۰۰ | 2000 YV55   | ۳۰ دسامبر ۲۰۰۰  |